# 노태우
노태우(盧泰愚, 1932년 8월 17일~2021년 10월 26일)는 대한민국의 제13대 대통령이다. 제4공화국 당시 친구인 전두환과 하나회를 결성하여 12·12 군사 반란을 주도하였다. 반란 성공 이후 정계에 입문하였고 대통령 당선 이전에는 제41대 내무부 장관직을 역임하였다. 본관은 교하이며 대구 출생이다.
육군사관학교를 11기로 졸업하고 대장으로 예편하였다. 전두환, 김복동의 육사 동기이기도 하다. 5·17 비상계엄 확대조치와 12·12 등에 가담했다. 제12대 국회의원과 정무2장관, 체육부와 내무부의 장관을 지냈으며 1988년부터 1993년까지 제13대 대통령을 지냈다.
대구공업중학교를 다니다가 경북중학교로 전학한 뒤, 1950년 6.25 전쟁 중 학도병으로 헌병학교에 입대하였다. 1951년에 육군사관학교에 11기 생도로 입학, 1955년에 졸업하고 소위로 임관하였다. 1961년 8월 17일에는 학생군사교육단(ROTC의 전신)의 창설준비요원과 교관을 역임했고, 베트남 전쟁에는 1967년 수도사단(맹호부대) 재구대대의 대대장으로 다녀오기도 했다. 1974년에 장성으로 진급한 그는 신군부의 2인자로 제 9공수특전여단장, 청와대 작전차장보, 보안사령부 사령관 등을 지냈으며, 1980년에는 국가보위입법위원회 비상대책위원과 상임위원을 지냈다. 1981년에 대장으로 예편한 후 제5공화국에서 1981년 정무2장관, 대통령 특사, 1982년 체육부 장관, 41대 내무부 장관을 역임했다. 1985년에 민주정의당 최고위원으로 전두환 당시 총재로부터 내정되어 당권 전부를 위임받고 1987년부터 민주정의당의 총재가 되었고 6.29 민주화 선언 후, 대한민국의 대선에 36%의 낮은 득표율로 대통령에 당선되었다. 물론 그의 대통령당선에는 김영삼 김대중 양김의 분열이 한몫했다.
1988년 1월 1일 신년사에서 정치인 및 정치에 대한 풍자의 자유와 표현의 자유를 허용하였으며 중화인민공화국, 동구권, 소비에트 연방 등 공산권 국가들과의 외교 정책을 추진하였고, 1991년에는 야당과 시민단체의 자치제 부활을 수용하여 지방자치제도를 부활시키기도 했다. 또한 1991년 남북한 UN 동시 가입 결정이 내려지자 보수 세력의 반발에도 이를 강행하였다.
1993년에 퇴임한 후 1995년 비자금 사건 등으로 연루, 5.18 광주 민주화 운동 강제 진압과 12·12 군사 반란에 가담한 혐의로 재판을 받고 구속되었다. 징역 12년을 선고받고 복역 중 1997년 12월 22일에 특별 사면을 받고 복권되었다.
1983년 서울 올림픽 임시 조직위원장이 되었다가 그해 올림픽 조직위원회가 구성되어 1983년부터 1986년까지 서울올림픽 조직위원회 위원장으로 올림픽을 준비하였고, 서울 아시안 게임을 유치한 뒤, 1984년부터 1986년까지 서울 아시안 게임 조직위원장으로 준비와 진행을 지원했다.
체육을 좋아하여 육사생도 시절에는 육상부와 럭비부 팀원으로 활약했다. 1984년부터 1985년까지는 제28대 대한체육회 회장을 역임하기도 했다. 대한민국의 제13대 대선 당시 보통 사람임을 강조했는데, 이는 1994년 그가 정치 비자금을 챙긴 것이 당시 총무처 장관 서석재와 당시 국회의원 박계동 등에 의해 연이어 폭로되면서 풍자되었다.

## 생애

### 생애 초기

#### 출생과 가계
경상북도 달성군 공산면 신용동에서 공산면사무소 면서기를 지낸 아버지 노병수와 어머니 김태향 사이에서 3남 중 장남으로 태어났다. 그의 부모는 오랫동안 아이를 갖지 못해 팔공산에 백일기도를 드리는 등의 노력을 기울였고, 결국 결혼 후 9년만에 노태우를 낳았다. 노태우는 그 근본 자체는 삼국지의 오나라 참모인 노숙의 후손으로 세조 때부터 성종 때까지 의정부의 영의정을 지낸 문광공 노사신의 15대손이다. 5년 뒤 동생 노재우가 태어났다.
어머니가 노태우를 임신했을 때 꿈을 꾸었는데 어머니가 콩밭에 김을 매던 중 밭에 큰 구렁이가 숨어 있는 것을 보고 놀라서 집으로 도망 오는데 구렁이가 따라와서 부엌에 숨어있는 노태우 어머니의 발뒤꿈치를 물고 온 몸을 휘감아서 놀라서 깨었다 한다. 할아버지는 이 구렁이가 용이라 하여 원래 아이의 이름을 '태룡'(泰龍)이라고 지으려 했으나 일제 시대였으므로 꿈을 숨기기 위해 일부러 '어리석을 우'(愚)를 붙여 이름을 '태우'(泰愚)라고 지었다.

#### 유년 시절
아버지 노병수는 소학교 학력이 전부였으나 신문물에 일찍 눈을 떴으며, 189cm의 훤칠한 키를 가진 사람이었다. 또한 음악적 재질이 뛰어났으며 한문을 잘 하여 면서기를 지냈다. 아버지는 노태우와 노재우 두 형제를 무릎에 앉히고 특별히 유성기에서 흘러나오는 음악을 들려주기도 했다. 어려서 들은 유성축음기 노래 덕에 그는 일찍부터 노래를 잘 불렀으며, '베사메무초'와 '방랑시인 김삿갓'이라는 노래를 즐겨 불렀다. 노태우가 노래를 잘 부르게 된 것은 아버지로부터 배운 노래 실력이었다.
어머니 김태향은 학식은 없었으나 신앙심이 두터운 불교 신자로서 헌신적이었다. 그러나 1940년 아버지 노병수는 동생(노태우의 숙부) 노병상(盧秉祥)의 중학교 졸업식에 참석하러 가던 중 교통사고로 사망하였다. 노태우는 끼니를 거르는 등 경제적으로 넉넉하지 못한 유년시절을 보냈다. 그러나 자신으로 인해 형이 죽었다는 자책감에 숙부는 아버지 이상으로 조카들을 키웠고 사촌 형제들과도 가깝게 지냈다.
그는 아버지의 유품인 퉁소를 즐겨 불면서 친구들을 즐겁게 해주고 음악적 기량을 키워나갔다고 한다. 그러나 노태우는 어려서부터 다른 아이들처럼 어리광을 피우며 자라기는 어려웠고, 어른스럽게 행동하며 말을 아끼고 조심스럽게 행동하였다.

#### 학창 시절
그의 집은 팔공산 근처에 있었다. 1939년 3월 집근처에서 6km 떨어진 공산소학교에 입학했으며, 직접 걸어서 통학하며 다녔다. 형편이 넉넉치 않아 그는 맨발로 학교를 다니기도 했다. 성격이 유순하였던 그는 화를 잘 내지 않았는데 학창시절의 별명은 스마일이었다고 한다. 화내는 것을 잘 볼 수 없고 언제나 싱글벙글이었다고 한다. 귀가 크고 듣기를 잘 했다고도 한다.
1945년에 공산소학교를 졸업하고 대구공업중학교에 진학했다. 그의 소학교 동창 101명 중 중학교로 진학한 학생은 남학생 1명, 여학생 2명으로, 그가 유일하게 중학교로 진학했던 것이다. 중학교 5학년 무렵에는 싸우는 친구를 설득하여 화해시키고 잘 조정하여 조선 세종때의 황희 정승에서 따서 "노(盧) 정승"이라는 별명이 붙기도 했다.
부친의 사후 그의 집안은 이렇다할 공직에 몸담던 인물이 없어서, 그의 집안은 창씨개명에 참여하지 않고도 별 타격을 받지 않았다. 소학교 시절 노태우는 성적이 상위권이었으나 형편이 어려웠기에 그의 6학년 때의 담임선생은 특별히 저녁 늦게까지 보충수업을 가르쳤으며, 그는 밤길에도 혼자 산을 넘어서 집에 도착하여 밤늦게까지 공부하곤 했다. 그는 점차 말수가 적고 독서에만 흥미를 두게 되었다.

### 청소년기

#### 중고교 시절
1945년 3월 숙부의 도움으로 대구공업중학교에 진학했다. 그러나 중학교 2학년 재학 중 학질모기에 물려 말라리아와 열병으로 고생했으나 극적으로 생존하였다. 그리고 대구고보 4학년 편입시험에 10대 1의 경쟁률에서 상위 성적을 얻고, 경북중에 편입학하였다. 재학 초기 학생들 중에는 정치 활동에 참여하라는 권고가 있었으나 그는 '학생은 학업에 전념해야 된다'며 거절하고 공부에 매진하였다. 몸집도 작고 싸움을 싫어하였으며 정치 이념문제에 개입하지 않은 덕에 순탄한 학교생활을 하였다.
당시 정치인들 중 그는 김구를 특별히 존경했다. 이후에도 대화 도중 김구가 한 발언들을 인용하기도 했다.
4학년 당시 성적은 224명 중 102등이었으나 5학년 당시에는 218명 중 68등으로 올랐다. 대구고보 재학 중 그는 장래 희망을 의사로 정하였으나 어려운 가정 형편으로 대학 진학이 불가능하면서 의사의 꿈을 포기하게 된다. 재학 중에는 학예회에 자주 나갔으며 직접 노래를 작곡하기도 했다. 그의 노래를 그의 동창인 경북의사회 회장을 지낸 윤건호는 50년이 지난 뒤에도 기억하고 있었다. 경북고 시절의 담임인 이길우는 그가 과묵하고 착실한 모범생으로 대인관계가 원만했다고 후일 회고하였다.

#### 한국 전쟁 참전
청소년기의 그는 성격이 매우 온순했다는데 대구공업중학교 동창인 이태원(후일 교사가 됨)은 공업중학 졸업후 대학에 가고 싶어서 노태우를 찾아가 그의 노트를 빌려다가 공부했는데도 한번도 귀찮게 생각하지 않았고 그 덕분에 서울대학교 사범대학에 진학할 수 있었다고 회고하였다. 대학에 진학하여 의사가 되고자 했던 꿈을 접은 그는 대신 자녀들 교육에 힘써 후일 딸 노소영과 아들 노재헌을 서울대에 진학시키고, 특히 딸 노소영은 시카고 대학교로 유학을 보낼 정도로 자녀 교육에 신경을 썼다.
1950년 한국 전쟁을 맞으면서 피난갔다가 바로 학도병으로 징집되어 투입됐고, 학도병으로 있던 중 대구에 있던 헌병학교에 입학한다. 이로써 정식 이등병의 신분으로 한국 전쟁에 참전하였다. 이듬해 경북중학교를 졸업하였다. 1951년 10월 헌병학교 정규 1기생의 신분으로 첫 정규 4년제 육군사관학교에 입학하였다.

#### 육사 수학과 임관
사관생도 재학 중 그는 전두환·정호용 등을 만나 인맥관계를 형성하였다. 전두환과는 여러 드라마에서 묘사된 상하관계가 아니라 육군사관학교 11기 동기생으로 둘은 명백한 친구사이다. 일찍부터 같은 경상도 출신인 전두환과 친하게 지냈는데 후일 그는 인터뷰에서 '전두환에게는 사람을 끌리게 하는 묘한 매력이 있다.'고 회고한 바 있다. 육사 생도시절, 스포츠를 좋아한 그는 육상부와 럭비부원으로 활동했다. 육군사관학교에 입학할 당시에는 200명의 생도 중에서 10등 안에 들 정도로 공부를 매우 잘했었다. 하지만 전두환같이 공부와는 거리가 먼 친구들을 사귀는 바람에 생도시절 노태우의 학업성적은 눈에 띄게 떨어져갔으며 소위 임관성적은 156명 중 67등을 기록했다.
육군사관학교 재학 중 그는 럭비선수로 활동했다. 럭비선수 활동 초기에는 자주 다쳐서 아키생키(일본식 빨간 소독약)를 자주 바른다 하여 악까중끼라는 별명을 얻기도 했다. 그러나 꾸준한 연습으로 럭비팀의 주전 멤버로 해군사관학교, 공군사관학교 및 타 대학교와의 럭비 경기와 친선경기에서 연속으로 우승을 이끌어내기도 했다. 이때 이기백, 정호용, 김복동, 권익현 등과도 친해지게 되었다. 감수성이 예민했던 그는 헤르만 헤세 등의 시집을 애독하였고 홍사용 시인의 시집 등을 즐겨 읽었다. 그 중 나는 왕이로소이다라는 작품은 특별히 애장하기도 했다.
육사 재직 중 그는 대통령 이승만이 사열나온 것을 우연히 목격했다. 당시 이승만 대통령이 육군사관학교를 둘러보다가 여기가 어디냐 라고 지목한 것을 훗날까지도 기억하고 있었다. 1955년 2월 육군사관학교를 졸업하고 육사11기로 육군소위에 임관하였다.

### 군인 생활

#### 장교 생활

장도영이 기소된 뒤 그를 연행한 장본인이 당시 육군 헌병대위였던 노태우였다.

이후 전방으로 투입되었다가 1956년 봄 육군 제5보병사단 소대장으로 발령받았다. 이때 그는 5사단장이던 박정희를 보고 특별한 인물이라고 예상했다. 5사단 소대장 시절 사단장이었던 박정희는 그에게 각별히 대하였다. 전라남도 광주의 육군보병학교 교육연대 구대장을 거쳐 육군정보학교로 배속되었다. 이후 육사 11기생 동기들과 함께 친목 모임인 북극성회(北極星會)에 가담했고 이어 하나회에도 가입하여 활동하였다. 당시 군대에서 금지되어 있는 군내 사조직을 결성한 그는 이를 들키지 않게 조심스럽게 운영해 나갔다. 육군 중위 재직 중 친구인 김복동 중위의 대구직할시 본가에 자주 출입하던 중 그의 누이인 김옥숙, 김정숙 자매를 보게 된다. 이어 김옥숙을 유심히 보게 되다가 정식으로 청혼하였고, 1959년 5월 31일에 결혼식을 올린다.
1959년에 먼저 진급한 동기 전두환 대위 등 4인의 대한민국 장교들과 함께 6개월 동안 미국 노스캐롤라이나주 포트브랙 기지로 군사유학을 갔다. 그곳에서 심리전학교(Psychological Warfare School)와 특수전학교(Special Warfare School) 두 과정을 차례로 수료한 뒤 귀국했다.
1960년초에는 북극성회 회장직을 맡기도 했다. 1960년 대위로 진급, 군사정보대학 영어번역담당 장교가 되었다. 1961년에 전두환 등과 함께 학생군사교육단(ROTC) 창설요원이 되었고 ROTC 교관이 되어 전국 16개 대학에서 모인 장교후보생을 교육하였다. 같은 해 5월 16일 5.16 군사 정변이 발생하자 육군대위 재직 중 전두환 등의 장교들과 함께 군사혁명 지지를 선언하고, '군사혁명 지지 행진'에 참가하였다.

#### 월남전 참전 전후
방첩부대 정보장교를 거쳐 1966년 국군 방첩부대 방첩과장, 이후 육군본부 정보과장과 방첩과장으로 민심과 정치 동향을 수집하였으며, 1962년에는 육사 11기 이후 정규 육사출신들로 구성된 북극성회 회장에 선출되어 육사 졸업생들의 구심점이 되기도 했다. 1967년 육군 중령으로 진급하였다. 그 해 베트남 전쟁에는 맹호사단 재구대대(1연대 3대대)장으로 참전하였다. 이때 퀴논 전투에서 북베트남 군대를 전멸시킨 공로로 특별히 을지무공훈장을 받기도 했다.
또, 맹호사단 재구대대장으로 있을 때는 사이공과 하노이를 잇는 1번도로의 복구와 베트남 대민 지원을 적극 추진했다. 또한 1번도로 변 빈딩 성 푸카트 군 캇하트 면의 1번도로 주변에는 주택들을 건설하여 주민들의 거주지 복구를 주관했다. 그가 복구한 마을 이름은 그의 이름을 붙이려 했으나, 노태우는 강재구 소령을 추모하는 뜻에서 부대 이름이 재구대대라 했다며 재구촌으로 하라고 했다.
이듬해 귀국하였다. 1968년 육군대학에 입교, 그해에 육군대학을 수료하고 수도경비사단 대대장으로 부임했으며, 1970년 육군대령으로 진급, 육군참모총장 수석 부관장교로 서종철 육군참모총장을 보좌하였다. 1971년 보병 연대장을 거쳐 1974년 1월 1일 육군 준장으로 진급하면서 공수특전여단 여단장 등을 지냈다.
한편 음악적 소질을 지닌 그는 부대장으로 재직 시 직접 부대가를 작사, 작곡하기도 했다. 1976년 박종규, 차지철 등에 의해 발탁되어 청와대 대통령 경호실 행정차장보로 임명되었고, 1978년 1월 육군 소장으로 진급, 그 해 전두환이 사단장으로 전출되면서 전두환 등의 후원하에 대통령 경호실 작전차장보로 전격 발탁되었다.

#### 유신 붕괴의 혼란기
윤필용 필화사건으로 다른 하나회 회원들과 함께 정치적 위기에 몰렸으나 1979년 3월 전두환이 재기에 성공하여 보안사령부 사령관으로 복직된 뒤 그도 육군 제 9보병 사단장으로 전임되었다.
1979년 10월 26일 대통령 박정희가 중앙정보부장 김재규에 의해 피살 당하자 전두환과 함께 군부를 장악, 그해 12월초 서울에서 전두환, 정호용 등과 함께 계획을 세워 정승화·김재규 등을 군부에서 축출하고 정승화 체포작전을 진행하였다. 이때 노태우는 실패를 염려하여 박철언 등에게 부인과 가족을 부탁하였다.

#### 12.12 사태
12월 12일 오후 6시경 전두환 등 신군부는 최규하 권한대행에게 정승화 육군참모총장이 김재규와 내통했으니 체포할 것을 허락해달라고 요구했다. 최규하는 정식 결재 라인을 거쳐서 올라오라며 승인을 거부했다. 전두환은 정승화 연행을 재가받으려 하였다. 그러나 최규하는 이들의 예상 밖으로 완강했다. 한 시간이 넘도록 '국방부 장관의 의견을 들어봐야 겠다'며 버텼다. 노태우는 즉시 9사단의 특전부대 병력을 서울로 급파하였다.
전두환은 노태우, 최세창 등 동지들의 부대에 병력출동 준비를 명령했다. 또 총리공관 경비의 무장을 해제시켜 최규하를 완전히 포위했다. 이번에는 전두환 뿐만 아니라 유학성 등 여럿이 함께 쳐들어갔다. 드러내놓고 위협했지만, 1시간 30분을 넘기도록 최규하는 같은 말만 되풀이했다. 노태우는 9사단 특전대 병력을 청와대와 총리실, 관저 등에 보내 최규하 대통령 주변과 정부를 장악하였다.
전두환은 즉시 명령을 내려 '국방부와 육군본부를 점령하여, 국방장관 노재현을 잡아오라' 하였다. 상관을 체포하라는 전두환의 명령은 아무런 머뭇거림도 없이 집행되었다. 치밀하게 계획했고 군의 주요 병력을 장악하고 있었다. 보안사령부의 도청으로 모든 움직임을 샅샅이 알고 있었던 것이다. 휴전선을 지키는 최전방의 병력마저 서슴없이 동원하는 대범함도 보였다. 노태우는 9사단 예하 29연대를 중앙청으로 진주시킨다. 한편 노재현은 1공수특전여단에게 체포되어 12월 13일 새벽 1시 30분께 연행된다. 이로서 전두환은 군을 완전히 손아귀에 넣었다.

### 정치 활동

#### 12.12 군사 정변 이후
노태우는 5월 17일 오전 열린 '전군주요지휘관회의'에서 비상계엄 전국확대 조치 단행과 군부의 정치 개입에 대한 필요성을 강조해, 이날 24시를 기해 내려진 비상계엄이 전국 확대되는데 관여하였다. 이러한 일련의 조치로 신군부가 정권을 장악했다. 수도경비사령관으로 있으면서 민주정치세력 진압 등 신군부세력의 정권획득을 위한 계획과 과정에 참여하였다.
1980년 5월 31일 국가보위입법위원회 비상대책위원회의 25인의 비상대책위원의 한사람으로 선발되었다. 그해 6월에는 국보위 상임위원의 한사람으로 피선되었다. 수도경비사령관으로 그는 국보위 상임위원직을 겸직했다.
1980년 야당 정치인 가택연금 당시 그는 김종필 등을 비롯한 육사 선배들과 군사 정권 출신 인사들에게 선배로 깍듯이 예우했다. 고문을 치욕으로 여기던 구 군사정권 출신 인사들은 그의 깍듯한 예우에 감동받았다. 이 중 김종필과의 계속된 만남 도중에, 김종필은 신군부 세력 중 그에게 유일하게 깍듯이 대했던 노태우에게 처세술을 가르쳤고, 감정을 드러내지 말것과 불쾌감을 드러내지 말라고 충고하였으며 이후 1인자와 틈이 벌어지지 않는 비법을 그에게 알려주었다. 이후 노태우는 1980년 8월 육군중장으로 진급했으며, 8월 6일에 전두환이 대통령 출마를 선언하자 8월 23일 전두환의 후임으로 국군보안사령부 사령관(國軍保安司令部司令官)직을 역임하였다. 당시 그는 수경사령관이었는데, 보안사령관인 전두환의 강력 추천으로 전두환의 후임자로 내정되었다. 퇴역하기 전 7월 11일 육군대장으로 진급하였다. 1981년 7월 15일 예비역 대장으로 서부전선에서 전역식을 하고 예편하였다.
그러나 성격이 불같았던 전두환은 친구였던 노태우를 점점 하대하여 노태우는 심한 모욕감을 느끼기도 했다. 일설에는 노태우가 한강변에서 통곡하더라는 소문까지 나돌았으며 소문은 시중에 돌고 돌아서 그의 육사 동기들을 거쳐 전두환의 귀에까지 들어가게 되었다. 그러나 노태우는 2인자가 불평불만을 드러낼 경우 1인자의 손에 숙청당할 우려가 있다는 김종필의 충고를 잊지 않고 전혀 내색하지 않았다. 김종필은 자신이 감옥에 갇혔을 때 자신을 끝까지 선배님, 형님이라며 존대한 노태우에게 고마움을 잊지 않고 감시병력들을 내보낸 뒤, 이승만과 김구의 고사, 자신과 박정희의 관계를 노태우에게 설명하였다. 전두환은 후에 자신의 재선 기도와 내각제 개헌이 실패하자 6.10 민중 항쟁 후 노태우가 정권을 잡으면 자신은 무사할 것이라고 내다봤다. 그러나 노태우는 전두환을 백담사에 보내고 민정당 명예총재직을 사퇴하게 만들었다.

#### 초기 정치 활동

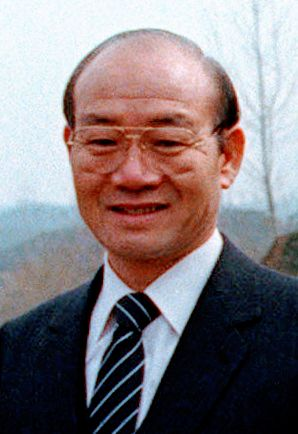
육사 동기이자 친구인 전두환

##### 외교 활동과 장관 재직
1981년 육군 대장으로 예편한 후 민주정의당에 입당하면서 정계에 입문, 당시 대통령이던 전두환에 의해 민주정의당 당무위원에 임명되어 사실상의 민주정의당의 당권을 장악하게 되었다. 1981년 7월 16일 정무 제2장관이 되고, 그 해 11월에는 대통령 특사로 임명되어 유럽과 미국, 아프리카 대륙 국가들을 순방하였다.
11월 스페인, 이탈리아, 바티칸 시국 등을 거쳐 12월 나이지리아, 오트볼타공화국, 서독, 네덜란드와 아프리카, 미국 등을 방문하고 귀국했다. 이때 그가 중공에도 방문한다는 기사가 떴으나 오보로 드러났고, 바티칸 시국에 방문했을 때는 특별히 교황 요한 바오로 2세에게 한국에 방문해줄 것을 간청하여 성사시키기도 했다. 귀국 후 1982년 통일원에서 북조선에 남북고위급 회담을 제의하자 그해 2월 25일부터 정무2장관으로 남북한고위회담 수석대표로 참여하였다. 정무2장관 당시 외교안보 담당 특보를 겸하며 올림픽을 유치를 확정시키기 위해 설득과 노력 끝에 1988년 올림픽 유치를 확정지었다.
한편 전두환은 노신영을 후계자로 낙점해두고 있었고 노태우는 강력 반발하였다. 노태우는 자신이 크게 기여한 것을 강조했고, 전두환은 어디서 말대꾸를 하느냐며 자신이 발탁했음을 강조했다. 또한 전두환의 최측근인 장세동도 잠재적 대통령 후계자로 점지되고 있었다. 전두환은 그를 하대하고 반말과 무시를 하기도 했지만 노태우는 김종필의 충고를 잊지 않고, 끝까지 불평불만을 드러내지 않고 참고, 얼굴에 미소를 띄었다.
1982년 3월 20일 체육부 장관 과 그해 4월 28일 제41대 내무부장관, 대한체육회 회장 등을 역임하였다. 내무부 장관으로 재직 중 그는 무사명, 무책임, 무소견, 무기력을 추방하자는 구호를 내걸어 4무 장관이라는 별명을 얻었으며 각 행정기관에 퇴근시간이 지난 뒤에도 상사나 동료직원들의 눈치를 보느라 퇴근을 미루는 눈치보기 퇴근, 일 미루기 행위를 일절 금지시켰다.

##### 부총리 임명 배경
1981년 9월 25일 대한민국 국가안전보장회의 상임위원에 임명되었다. 무임소장관과 체육부장관 등 국무위원으로 겸임한 기간 외에도 그는 1987년 7월 9일까지 국가안전보장회의 상임위원직을 보유하였다.
1981년 11월부터는 부총리라는 대외직명을 사용하였다. 전두환 대통령이 노태우에게 특별 배려를 목적으로 부총리급으로 대우하고 대외직명을 부총리로 하였다. 당시 예편은 노태우가 전혀 예측하지 않은 조치였다는 설이 있다. 내심 전두환의 후계자를 꿈꾸던 노태우는 가장 튼튼하게 자신을 보호해줄 수 있는 군에 남아 참모총장의 길로 가려고 했다. 때문에 일순 모든 것이 깨지는 기분이 들었다 한다. 측근들 중에는 눈물을 쏟으며 안타까워 하기도 했고, 노태우 자신도 어느 선배를 찾아가 울먹이며 분을 토하기도 했다.
전두환이 무작정 노태우를 예편시킨 것은 아니었다. 내심 정무2장관을 생각하고 있었고 예편 이틀만인 7월 16일 그 자리에 앉혔다. 노태우는 군복을 벗게 된 마당에 부총리자리를 노렸다. 청와대 비서관으로 근무하던 처고종사촌 박철언을 통해 안보담당 부총리 겸 정무2장관을 교섭했다. 전두환은 당장에 들어주지는 않았으나 노태우 정무장관이 해외 순방에 나선 그해 11월, 대외직명 부총리급을 주었다. 11월 9일 그는 해외 순방을 나가면서 부총리에 임명되었다.

#### 서울 아시안게임과 올림픽 준비 위원장
1983년에는 88올림픽이 서울특별시 유치가 확정되면서 서울올림픽대회 임시 조직위원장으로 활동하였다. 바로 서울올림픽 조직위원회가 정식 구성되면서 위원장이 되어 1986년까지 3년간 서울올림픽 조직위원장을 맡았다. 또한, 아시안게임 임시 조직위원장에 임명되어 서울 올림픽을 앞두고 1986년 아시안 게임을 서울로 유치시키기 위해 각국의 정부 고위층과 아시안 게임 담당자들을 설득하였다.
1984년 제28대 대한체육회 회장에 선출되었다. 그해 KOC 위원장이 되고, 1984년 서울 아시안 게임 임시 조직위원장이 되었다가, 역시 정식 조직위원회가 발족하자 서울 아시안 게임 조직위원장이 되었다. 이후 1986년까지 서울 아시안게임 조직위원장으로 아시안 경기대회 준비와 진행을 지원하였다.
한편 1985년 2월 제12대 국회의원 선거에서 전국구로 입후보하였다.

#### 민정당 대표 활동
1985년에 제12대 총선에 출마하여 민주정의당 전국구 국회의원에 당선된 후 곧바로 민주정의당 대표위원에 임명되었다. 총재인 전두환이 서대문구·은평구 출마를 권하자 그것보다는 전국구 의원이 되는 것이 좋겠다는 박철언의 건의로 전국구 3번으로 당선되었다. 전두환의 후임자가 되겠다는 열망으로 높은 번호를 얻으면 전두환이 자신을 후계자로 지목했다는 것으로 판단했다. 대표위원 취임 첫날 그는 '우리 당은 무엇보다도 자율과 개방을 내실화하면서 끊임없는 자기 혁신 속에 당내의 언로는 가능한 한 넓혀나가도록 하겠습니다."라고 발표하였다. 이후 야당과의 타협론을 내세웠는데 이는 군부 출신 내부의 강경파들과 마찰을 빚는 원인이 된다. 이때 전두환은 그에게 당권을 전권 위임하였으나 그와 노신영 사이에서 후계자를 선택하려 했다. 그러나 노신영을 선택하려는 것을 군부 집단의 집단 반발로 노태우룰 낙점하게 된다. 그러나 일부 신군부 출신 내에서도 그는 보복을 잘할 것이라며 우려를 드러내기도 했다. 이 무렵 이민우 등 야당 일각에서 직선제를 주장하자 그는 전두환으로부터 직선제 개헌을 막으라는 지시를 받았으나 그가 여기에 호응하지 않음으로서 전두환과 갈등하게 된다.
1985년 12대 국회 개원협상의 민정당 측 대표자로 야당 인사들을 설득하여 국회 개원을 이끌어냈다. 그해 4월 초까지도 야당은 체포된 재야인사들의 선 사면과 후 개원을 강하게 밀고 나갔으나 그는 선 개원 입장을 내세웠고, 협상은 결렬되었으나 결국 신한민주당의 이민우 총재 등을 간곡히 설득한 끝에 야당을 국회로 등원시켰다. 여당 내 강경파들은 단독개원을 추진했지만 그는 반대하며 "국회의 개원을 위해 우리의 모든 노력을 경주해 우리의 노력과 의지와 국민과 야당에 충실히 전달되도록 힘쓰자."며 강경론에 반대했다. 그러나 1985년에 예산안 파동이 발생했고 직접 나서서 겨우 파동을 수습하였다.

#### 1987년 대통령 선거

##### 후보 선출
당시 대통령이었던 전두환은 행정관과 외교관을 지낸 노신영을 후계자로 낙점하고 있었다. 제네바 대표부 대사로 있던 노신영을 1980년 외무부 장관으로 불러들였고, 1982년 안기부장, 1985년 국무총리에 임명했다. 그 뒤 노신영에게 정치수업을 시켜서 후계자로 낙점하려고 했으나 전두환의 주변 인사들, 특히 군 출신들이 ‘말도 안 된다, 어떻게 그럴 수 있느냐’라며 반발하자 결국 전두환은 뜻을 거두고 말았다. 결국 노태우를 후계자로 정했다.
1987년 6월에는 대통령 후보 자리를 놓고 다른 대안자로 지목되던 노신영과 정호용을 제치고 민주정의당 내에서 대통령 후보자로 추대되었다. 6월 10일 잠실체육관에서 민주정의당 제4차 전당대회 및 대통령 후보 지명대회 개회가 열렸고, 노태우는 이 대회에서 민정당의 제13대 대통령 후보로 선출됐다.

##### 사태 수습과 6·29 선언
그러나 같은 날부터 전국적으로 반정부 시위(6월 민주항쟁)가 일어났다. 전두환 대통령이 발표한 4·13 호헌 조치를 계기로 학생들의 시위와 회사원들까지 가담하여 전국 각지에서 대통령직선제 개헌 등을 주장하는 집회가 전국에 확산된 것이다. 당시 제5공화국은 정치적 위기에 직면였는데, 이에 전두환에게 직선제 개헌안을 수용할 것을 건의하여 승락을 받아냈다. 이후 노태우는 대통령 선거 직선제 개헌, 김대중 사면복권 및 구속자 석방, 사면, 감형 등을 비롯 야당과 재야 세력이 주장해온 헌법 개헌 등의 한국의 민주화를 위한 요구를 대폭 수용하고 직선제 형태의 대통령 선거를 골자로 하는 내용의 8개항의 시국수습방안(6·29 선언)을 발표한다. 이것으로 제5공화국의 정치적 위기는 극복된다. 1987년 7월 전두환은 노태우의 6·29 선언을 전격 수용하였다. 그 내용은 다음과 같다.
1. 여, 야 합의하에 조속히 대통령 직선제 개헌을 하고 새 헌법에 의한 대통령 선거를 통해서 1988년 2월 평화적인 정부이양을 실행하도록 한다.
2. 직선제 개헌이라는 제도의 변경뿐만 아니라 이의 민주적 실천을 위하여 자유로운 출마와 공정한 경쟁이 보장되어 국민의 올바른 심판을 받을 수 있는 내용으로 대통령 선거법을 개정하여야 한다.
3. 정치권은 물론 모든 분야에 있어서의 반목과 대결이 과감히 제거가 되어 국민적 화해와 대단결을 도모하여야 한다.
4. 인간의 존엄성은 더욱 존중되어야 하며, 국민 개개인의 기본적 인권은 최대한 신장되어야 한다.
5. 언론자유의 창달을 위해서 관련제도와 관행을 획기적으로 개선해야 한다.
6. 사회 각 부분의 자치와 자율은 최대한 보장되어야 한다.
7. 정당의 건전한 활동이 보장되는 가운데 대화와 타협의 정치풍토가 조속히 마련되어야 한다.
8. 밝고 맑은 사회건설을 위하여 과감한 사회 정화 조치를 강구해야 한다.

당시 그의 6·29 선언은 고독한 결단이라고 선전되고 연출되었으나 전두환의 기획과 지시에 의해 노태우가 연출했다는 주장도 있다. 노태우는 전두환의 육사동기였지만 전두환의 확고한 지배하에 있었으며 노태우의 개별적 자율성은 없었다 고 평가된다. 한편 이를 통해 강성 군부세력과 구별되는 온건 군부세력의 이미지를 구축함으로써 위기에 처한 군사정권을 안정시키는 동시에 강경파 군부와의 차별 및 군사 정권 인사들의 지지를 동시에 획득하였다.
노태우는 민심이 이반되던 1987년 내내 그는 전두환 정권에 충성을 맹세하였으나 6.29 선언 후 이미 전두환은 몰락다. 8월 5일
. 6.29 민주화 선언 후 퇴임한 전두환이 민주정의당 총재직을 사퇴하면서 당일의 전당대회에서 민주정의당 제2대 총재에 피선되었다.

##### 보통 사람 유세와 비운
대통령 후보자로 출마한 노태우는 "나, 이 사람! 보통 사람입니다. 믿어주세요!"라고 유세하였다. 그러나 야권은 하룻밤 사이에 별을 더 단 육군 대장 출신이 어떻게 보통사람이냐며 반박했고 그는 전역 후 민간인의 신분이니 보통사람이 맞다며 응수했다. 한편 당시 국회의장인 이재형 역시 "노 총재는 평균보다 앞서 가는 사람이 맞다. 생긴 것도 보통 이상이요, 그가 앞으로 할 일도 보통은 아니다. 그러나 그가 평균 의지를 갖고 보통 사람들과 호흡을 같이 하며 평균 시민들 앞에서 이끌어 나갈수 있는 것 보통사람인 것은 맞다."며 그를 지원하기도 했다. 그의 "나, 이 사람! 보통 사람입니다. 믿어주세요!"라는 발언은 보통 사람이라는 유행어를 만들어 냈다. 이후 1994년 서석재·박계동 등의 폭로사건으로 대통령 비자금 사건이 드러나면서 이는 곧 비아냥의 용어로 바뀌었다.
대통령 선거 당시 차별화된 선거 공약을 내세우며 자신을 코미디 소재로 다뤄도 좋다고 하기도 하였다. 이후 대머리, 주걱턱 등 연예계의 금기용어도 이때 해금되었다고 한다. 그는 정권 중간평가와 경인운하 건설 등을 공약으로 내세웠다. 이에도 불구하고 광주직할시 지역 유세 당시 '광주 학살의 원흉'또는 '방조자의 한 사람'이라는 항의 시위대가 나타나서 달걀과 밀가루, 오재미 세례를 받기도 했다. 그러나 그는 '민주주의의 양념'이라며 관련자들의 처벌을 반대하고 오히려 전두환에게 선처를 호소하면서 사건은 그냥 넘어가게 된다.
선거 유세 중 그는 위대한 보통사람의 시대를 제창하였다. 그는 당시 인구 10만 미만의 중소도시들도 직접 찾아다니면서 선거 유세를 벌였다. 그의 유세에 자극받은 김종필 등도 성남, 의정부 등의 중소도시를 직접 찾아다니며 선거 유세를 하게 되었다.

##### 야권의 분열
직선제 발표 직후 노태우는 자신의 대통령선거 승리를 장담하지 못해 불안해했고 전두환 역시 노태우의 승리를 장담할 수 없어 불안해했다. 그러나 군 출신 인사 중에서도 김종필이 출마하며 민주공화당과 한국국민당의 법통을 주장했기에 군 출신 인사와 보수 인사들의 표심이 갈라지리라 예상, 노태우의 선거 캠프에서는 참신함과 대화와 타협론을 내세워 박정희, 전두환은 물론이고 박정희 계열인 김종필 등과도 차별성을 구사했다.
이러한 상황 속에서 승리가 예상되던 양김의 분열 사태가 일어나고 말았다. 통일민주당 후보 선출 문제를 놓고 논란을 빚던 1987년 8월 11일, 김영삼은 김대중과 회동을 갖고 대통령 후보 단일화 문제를 협의했다. 그러나 김영삼의 조기 후보 단일화 주장과 김대중의 개헌 협상 후 조정 주장이 맞서서 별다른 성과를 거두지 못했다. 이후 9월 14일에는 김대중과 만났고, 김대중은 김영삼에게 36개 미창당 지구당 결성을 요청한다. 그러나 김영삼은 "대통령 선거를 앞두고 총선에서의 조직책 선정이나 다름없는 36개 지구당을 창당하는 것은 적전 분열을 일으킬 가능성이 있다. 그리고 경선을 하지 않을 바에는 굳이 잡음의 소지가 있는 36개 지구당 창당은 필요없는 것이다" 라고 주장하며 김대중의 주장을 일축한다. 계속된 토론에도 김대중과 의견일치를 보지 못하였다.
이후 9월 29일 김영삼 총재, 김대중 고문 간 후보단일화 회담을 하였으나 이견차이를 좁히지 못하고 실패하였다. 다음날인 9월 30일 김영삼은 김대중과 야당 후보단일화 협상을 벌였으나 양자간의 시각차이만 확인하고 결렬되었다. 야당 후보자들의 단일화를 촉구하던 재야인사들은 이를 '적전분열'이라며 강도높게 질타하였다. 10월 10일 통일민주당을 장악한 김영삼은 대통령 선거 출마를 발표하고 나서자 당내 경선에서 절대적으로 불리한 위치에 놓여있던 김대중은 10월 18일 통일민주당을 탈당하였다.

#### 대통령 당선
민정당 대표로 있을 때 노태우는 6월 항쟁으로 계속된 국민들의 민주화 요구를 수용하여 민주정의당 대통령 후보로 있을 때 6·29 선언을 발표하였다. 이를 계기로 5년 단임의 대통령 직선제를 골자로 하는 헌법이 마련되었다. 1987년 7월 10일 전두환이 민주정의당 총재직을 사퇴하면서 제2대 민정당 총재로 취임하였다.
한편 김영삼과 김대중은 대선후보 단일화에 실패한 결과 1987년 11월에 김대중은 통일민주당을 탈당하여 평화민주당을 창당했다. 이후 김대중이 평화민주당을 창당하자 제13대 대통령 선거에서 김영삼과 김대중은 각각 2위와 3위인 28%, 27%의 득표율을 얻어 민주정의당의 노태우에게 2백만표차로 패배하였다. 1987년 당시 노태우와 김영삼 대선 후보는 각각 군사정권 후예와 단일화실패 책임문제로 광주 전남 유세에 나섰다가 성난 시민들이 던진 돌과 화염병에 곤욕을 치렀다.
당시 김대중이 평민당을 창당하면서 젊은피 수혈이라는 정책을 펴서 학생운동권 중 민족 해방 계열 출신 청년 정치지망생들을 대량으로 영입하면서 언론 매체 등에서조차 통일민주당의 영향력은 감소했고, 충격을 받은 그 역시 다른 재야 인사 및 운동권 계열 인사 영입에 박차를 가하게 한다. 이러한 상황 속에서 노태우는 의정부시, 고양군, 성남시 등 중소도시에도 직접 유세를 다니기도 했다. 1987년 대통령 선거에서 노태우는 전국 득표율 36%로 28%를 얻은 김영삼과 27%를 얻은 김대중 그리고 김종필을 물리치고 대통령에 당선되었다.
1987년 12월 노태우 민정당 대통령 후보는 새 헌법에 따라 치러진 대한민국 제13대 대통령 선거에서 대통령에 당선되었다. 원활한 여야관계를 정립하기 위해 5월 28일 야 3당 총재와 청와대 4자회담을 열어 구속자석방 등의 방침을 밝혔다. 대북관계를 포함하여 대외관계 개선에도 많은 노력을 기울였다.

### 13대 대통령 재직

#### 취임 초기
1988년 2월 25일 노태우는 대한민국의 제13대 대통령이자, 제6공화국의 초대 대통령에 취임하였다. 노태우는 취임사에서 다음과 같은 말을 했다.
| “ | 친애하는 국민 여러분, 역사는 그동안 우리 민족을 여러 차례 시험해 왔습니다. 인내와 슬기, 국민의 뭉친 힘으로 모든 시험을 이겨낸 우리들에게 또 한 새로운 과제가 부과되고 있습니다. 민족 전체가 한 차원 높게 뛰어오르라는 명령이 바로 그것입니다. 이것은 민족자존의 새 시대를 꽃피우자는 것입니다. 저는 오늘 이 자리에서 바로 그 민족자존의 새 시대가 열렸음을 국민 여러분 앞에 엄숙히 선언합니다. 국민 여러분, 우리는 이 순간부터 온 누리에 자유와 행복이 가득한 희망의 나라를 바라보며 넓은 바다를 힘차게 헤쳐 나아갑니다. 우리에게는 새로운 지도와 나침반이 있습니다. 국민 여러분께서 저를 대통령으로 직접 뽑아주셨을 때 다함께 확인했고, 합의했던 민주주의라는 지도이며, 국민 화합이라는 나침반입니다. 이제 새 공화국의 출범을 알리는 저 우렁찬 고동소리와 함께 우리는 민주주의의 항로로 확실하게 전진해 나아갈 것입니다. 미국과 일본을 비롯한 서방과의 우대를 더 한층 강화하는 한편 제3세계와의 우의를 더욱 굳게 하겠습니다. 우리와 교류와 교류가 없던 저 대륙국가에서도 국제 협력의 진로를 넓게 하여 북방 외교를 활발히 전개할 것입니다. 이념과 체제가 다른 이들 국가들과의 관계개선은 동아시아에 안정과 평화, 그리고 공동의 번영에 기여하게 될 것입니다. 북방의 이 외교적 통로는 또한 통일로 가는 길을 열어 줄 것입니다. 이제 우리 모두는 함께 걷는 민주주의의 출발 선상에 서 있습니다. 모두가 오늘 영광스러운 이 단상의 주인으로써 미래에 대한 자신감과 용기를 가지고 씩씩하게, 그리고 단란하게 힘찬 전진의 발걸음을 내 딛읍시다. 그리하여 우리가 언제나 즐겨 부르는 희망의 나라로이라는 민족의 노래가 그리는 자유, 평등, 평화, 행복이 가득한 나라를 향해서 우리 함께 전진해 나아갑시다. | ” |
|   | — 취임사 |   |

또한 그는 "중용(中庸)을 근간으로 화합과 화해의 정치를 실천하고 이를 바탕으로 계층간ㆍ지역간의 반목을 해소하면서 새시대를 민주 발전과 민족 자본의 시대로 만들겠다"는 정치 이념을 피력하였다. 그는 연설문 등의 초안을 검토 후 내용을 암기하여 그대로 자연스럽게 발표하였다.
노태우의 대통령직 취임 직후 5공 청산을 원하는 여론이 제기되었다. 노태우는 전두환 처벌을 주저했고 전두환은 국가원로자문회의 의장직을 사퇴하고 백담사로 은둔하였다(이것은 국정감사 부활의 결과에 따른 것이다.). 전두환의 백담사 은둔 기간 중에도 시민사회단체는 전두환 구속, 12.12, 5.18 관련 처벌을 꾸준히 요청했으나 노태우는 전두환 처벌론을 받아들이지 않았다.

#### 국정 방향
노태우 정부가 내세운 대표적인 국정 방향 2가지는 다음과 같다.
"위대한 보통사람들의 시대·북방 정책"
특히 '북방 외교정책'은 공산주의 국가들과의 관계를 개선하는 것이다. 이는 노태우 정부의 주요 업적으로 손꼽힌다. 노태우는 집권 이후 제2세계의 상징과도 같았던 소련과 국교를 맺었고, 이후 헝가리 등과 같은 다른 공산주의 국가들과도 차례로 국교를 맺었다. 뿐만 아니라 냉전 이후인 1992년에는 한국 전쟁의 적성국이었던 중국과도 국교를 맺는 데 성공한다. 그러나 중공과의 외교관계 수립은 오랜 우방이었던 중화민국과의 관계를 악화시키는 결과를 얻게 된다.
'위대한 보통사람들의 시대' 역시 대표적이다. 그는 민정당 대통령 후보 시절인 1987년 국회연설에서 "위대한 보통사람들의 시대를 열겠다"고 다짐한 바 있는데 그 이유는 "이 시대는 권위체제로는 효율적으로 관리할 수 없는 다원의 시민사회이기 때문"에 나와있다. 하지만 그것은 끝내 오지 않았고, 그러나 그의 주장은 정치적 선전으로 그치면서 실패로 돌아갔다.

#### 외교 정책
외교적으로는 이른바 "북방외교"를 천명하고 소련, 중국 등 공산권 국가와 수교하였으며, 이를 바탕으로 1991년 9월 국제 연합 입성을 이끌어냈다. 그는 7·7 선언 이래의 북방정책을 꾸준히 추진하였고 1990년 6월 샌프란시스코 방문시 보좌진을 파견해 미하일 고르바초프 소련 서기장과 연결하여 한소 정상회담과 한러 관계를 다시 복원시켰다.
1989년 노태우 정부는 일본 도쿄에서 거행되는 히로히토 천황 장례식에 공식적으로 강영훈 국무총리를 정부부문 사절로 파견했다. 1989년 3월 4일, 국회에서 지방자치법개정안이 통과되었는데 거부권을 행사하였다.

#### 북방 정책
북방정책, 다른 말로 '북방외교'라 불리는 외교정책을 통해 일단 양적인 면에서 한국 외교를 선진국 수준으로 끌어올리는 성과를 거두었기 때문이다. 그러나 북방정책은 노태우 정부 노력의 결과라기보다는 국내외의 외교환경이 만들어준 개연성의 덕택이 컸다는 점에서 평가절하되기도 한다. 노태우 정부 시기에 한국의 대(對)공산권 외교는 새로운 전기를 맞았다. 이는 한국 전쟁 이후 공산권 국가들과는 적대적 관계를 형성하던 기존의 이념지향적 외교 정책과는 상당한 차이점이 있는 것이다. 제5공화국까지의 북방외교는 거의 답보상태에 있었고 교역·통상분야도 간접·제3자 형식의 미미한 규모였던 것에 비하면, 제6공화국의 출범과 동시에 가속화된 북방정책은 지극히 바람직스러운 것이었다.
그는 집권 초기부터 공산권과의 수교를 추진했다. 노태우 정부는 1989년 2월 헝가리를 시작으로 소련, 중국 등 공산주의 국가들과 외교 관계를 수립하거나 관계를 개선하는 이른바 북방 정책을 추진하여 큰 성과를 올렸다는 평가를 받는다. 또한 국제 연합(UN)에 조선민주주의인민공화국과 함께 가입하였으며, 남북 고위급 회담이 열리고, 문화·체육의 교류가 이루어지는 등 적극적인 대북 외교를 펼쳤다. 1991년에는 사실상 핵개발을 포기하는 남북한 공동으로 한반도 비핵화 선언을 채택했다. 한편, 정부의 주도와는 달리 민간 차원에서도 적극적인 통일 노력이 전개되어 평화 통일을 위한 논의가 활성화되었다.
1988년 서울 올림픽 개최 당시 소련과 헝가리 등 구 공산권 국가들의 참가한 것을 계기로 이들 나라에 대한 본격적인 외교관계를 수립하였다. 1990년 소련과 수교하였고, 소련의 해체 직후 러시아와 재수교하였다. 1992년에 중국을 방문하여 장쩌민 총서기와 양상쿤 국가주석 등에게 직접 만남을 제의, 정상회담을 개최해 중국과의 외교 관계를 수립, 그 해에 몽골과도 외교 관계를 맺었다. 베트남과는 대사급 외교관계를 수립하였다. 대북정책에 대해서는 1988년에는 7 ·7선언으로 알려진 '민족자존과 번영을 위한 대통령 특별선언'을 발표하면서 노태우정부에서는 한민족공동체통일방안을 직접 작성, 발표하였다.
동구권과도 공식 수교를 위한 접촉을 추진, 사절을 파견한 끝에 1989년 2월 1일 헝가리와 공식 수교하였다. 2월 27일 조지 부시 미국 대통령이 방한하여 한·미 정상회담을 하면서 조지 부시를 설득, 북방정책에 대한 미국의 지지를 얻어냈다.
1990년 6월 초 미국 방문 중, 미국에 있던 미하일 고르바초프 소련 대통령의 체류소식을 접한 뒤 밀사를 보내 비밀 회담을 하였다. 비밀 회담 결과로 6월 5일 한-소 정상회담을 가졌고, 6월 6일 부시 대통령과 한-미 정상회담을 가졌다. 이 때 고르바초프로부터 한국 방문을 약속받고 10월 1일 소련과의 역사적인 수교가 이루어지고 10월 30일에는 서울에 주 소련 대사관이 개설되었다. 1991년에는 유엔총회에서 남북한이 유엔회원국으로 동시에 가입하게 되자, 북한과의 동시 가입은 있을 수 없다는 국내 보수단체들의 집단반발을 무릅쓰고 남북한이 함께 한반도비핵화공동선언의 발표를 수락했다.
1992년 1월 노태우-부시 정상 회담이 있었고, 2월에 남북한은 나진-선봉 지구 개발 공동보조에 합의하였다. 또한 노태우 대통령은 중국을 방문하여 장쩌민 총서기와 양상쿤 국가주석 등을 만나 정상회담을 개최해 중국과의 외교 관계를 수립(8월)하였고 같은 해 몽골 및 베트남(12월)과도 대사급 외교관계를 수립하였다. 또한 구 소련(舊 蘇聯)에서 독립한 신생국 카자흐스탄, 우즈베키스탄, 키르기스스탄, 투르크메니스탄, 아제르바이잔, 벨라루스(1991년 독립), 아르메니아, 조지아 및 또 다른 신생국인 몰도바(1992년 독립)와 수교하였다. 그리고 구 유고슬라비아에서 독립한 크로아티아, 슬로베니아와도 이해에 수교하였다. 그 밖에도 남아프리카공화국, 탄자니아 등 1992년에만 모두 18개국과 수교하여 총 수교국 수가 170개국으로 늘어났고 정상회담이 12회, 외무장관회담이 41회에 이르는 등 그 어느 때보다 활발한 외교를 벌였다. 특히 수교국수가 크게 늘어난 것은 구 소련(舊 蘇聯)에서 독립한 나라들과 잇따라 국교를 수립했기 때문이기도 하지만 이 밖에도 주요 공산권 및 제3세계 국가들이 대거 포함돼 있다는 사실은 노태우 정부가 그동안 추진해 온 북방외교가 결실을 맺은 것으로 평가할 수 있다. 북방외교의 성과는 1970년대 말 중국 공산당의 실용주의 노선 채택, 냉전체제의 종식과 탈이데올로기 시대의 대두, 소련의 페레스트로이카와 그에 유발된 중앙유럽 국가들의 정치·경제개혁 및 개방 등의 국제정세의 변화에 한국의 경제발전(과장된 면이 많았다.)과 국민적 논의의 대두라는 국내 정세변화가 맞물린 결과이다. 다만, 급변하는 정세변화에 한국이 조금 더 빨리 진지하게 대응하고 그 주체가 정부나 정치권 일부에 그치지 않고 정보개방과 국민적 의사의 결집에 의하였으면 하는 아쉬움이 남는다. 이라크(1989년), 몽골, 예멘(각 1990년)와도 수교하였다.

##### 주변국들과의 외교
한편 국민 여론과 일부의 반대를 무릅쓰고 조선민주주의인민공화국과의 관계 개선 및 일본과의 관계 개선도 추진하였다. 1990년 5월 24일 비행기편으로 일본 도쿄를 방문하여 가이후 총리와 1차 정상회담을 가졌으며 일본의 천황 아키히토로부터 사과 성명을 얻어내기도 했다. 한편 1989년 초부터 통일원 등에 지시하여 서울 올림픽과 구 공산권 국가들과의 수교로 일시 중단했던 대조선민주주의인민공화국과의 관계 개선도 다시 추진하였다. 1989년 대북관계 개선의 일환으로 9월 11일 국회 본회의에 출석, 특별연설을 통해 '한민족공동체통일방안'을 제시하여 새로운 통일논의를 발표하였다.
1990년 1월 10일 신년 연두 회견에서 조선민주주의인민공화국에 고령이산가족 왕래 및 금강산 공동개발 등을 추진할 것을 제의했다. 그의 제의를 조선민주주의인민공화국 측에서 수락하였다. 1990년 6월 20일 조선민주주의인민공화국에서는 다시 그에게 남북대화 재개를 요청했고, 이를 수락하면서 남북고위급회담 제7차 예비회담이 7월 3일로 예정되었다. 그 해 7월 3일의 남북고위급 회담에서는 뚜렷한 성과를 얻어내지는 못하였지만 남북간의 대화분위기가 지속되자 7월 20일 남북한 민족대교류에 관한 특별담화문을 작성, 발표하여 8월 13일부터 8월 17일까지 이산가족 상봉 및 남북 자유 방문, 안전귀환 상호 보장 등을 북측에 제의하였다. 이를 북한측이 수용하면서 9월 4일 조선민주주의인민공화국 국무총리 연형묵 등의 조선민주주의인민공화국 대표단 90명 일행이 서울을 방문하였다. 이에 일부 보수단체에서는 그들을 처형해야 한다고 시위를 하였으나 무산되었다.
대화가 진전되어 1990년 9월 5일 남북총리회담이 개막되었다. 회담 2일차인 9월 6일 조선민주주의인민공화국 연형묵 총리를 독대, 연형묵은 그에게 단독 면담하고 조선민주주의인민공화국 김일성 주석의 메시지를 전달하였다. 한편 UN 가입 정책도 추진하여 1991년 9월 16일 대한민국의 UN가입을 성사시켰다. 그러나 구 공산권 국가들에서는 조선민주주의인민공화국도 가입시켜야 한다고 하여 결국 동시에 가입하게 되었다.
1992년 8월 24일 중국과도 국교를 수립하여, 중국 건국 후 43년만에 수교관계를 형성하였다. 그러나 이때 대한민국과 첫 수교 후 오랫동안 우호관계를 유지하던 대만과의 단교 문제로 보수단체에서 반발했고, 대만에서도 반발했다. 이에 대만 외교부는 노태우의 중국과의 수교를 놓고 항의한 뒤, 결국 단교하였다.

##### 대북 관계
대북정책에 대해서는 1988년에는 7 ·7선언 민족자존과 번영을 위한 대통령특별선언을 발표하면서 노태우 정부에서는 한민족공동체통일방안이 제시되었다. 이 선언에서 노태우는 남북한간의 적극적인 교류를 제의하고, 북한이 미국 및 일본과 관계 개선하는 일에 협조할 뜻을 선언했다. 한민족공동체통일방안은 두 개의 주권국가의 연합을 과도기 단계로 인정한 점에서 이전과는 달랐다. 북한은 민간교류를 원하는 당국자간의 교류를 회피해 왔지만, 미국 및 일본과 수교하기 위해서는 남북화해가 선결과제임을 깨닫고 남한의 교류제의를 수락했다. 그리하여 1990년 9월부터 총리를 대표로 하는 남북고위급회담이 열리기 시작했다. 이 회의가 서울과 평양에서 번갈아 열리는 동안 범민족통일음악회가 서울과 평양에서 열리고, 남북의 축구팀이 통일축구대회를 서울과 평양 두 곳에서 가졌으며, 1991년 4월에는 일본 지바에서 열린 세계탁구선수권대회에, 5월에는 제6회 세계청소년축구선수권대회에 남북한 단일팀이 참가하는 쾌거를 이룩했다.
1991년 9월 17일 유엔총회에서 남북한이 유엔회원국으로 동시에 가입했다.
1991년 12월 13일 서울에서 열린 제5차 고위급회담에서 남북한이 화해 및 불가침, 교류협력 등에 관해 공동 합의한 남북기본합의서가 채택됐다. 12월 31일 한반도 비핵화(非核化)에 관한 공동선언이 채택되었다. 남북한 공동으로 사실상 핵개발을 포기하기로 한 한반도 비핵화 공동선언을 채택했다.
1992년 9월 15일부터 17일까지 평양에서 열린 8차 남북고위급 회담을 앞두고 당시 노태우 대통령은 이산 가족 상봉에 큰 기대를 걸고 8차 고위급 회담에서 반드시 성사시키라고 특별 지시를 했다. 대신 북한은 비전향 장기수인 리인모 노인의 송환을 강력하게 요구하고 있었다. 회담의 대변인 이동복은 이 때, 이른바 "이동복 훈령 조작 사건"의 주역이었다. 이산가족 문제 해결에 대한 대통령의 지침을 받기 위해, 평양의 상황실은 서울로 청훈(請訓)하였는데, 서울로부터 답변이 없음에도 불구하고, 이동복은 엉뚱한 훈령을 정원식 대표에게 보고했다.

##### 대유럽 관계
1988년 7월 7일 노태우 대통령은 〈민족자존과 통일번영을 위한 특별선언〉(7 ·7선언)에서 남북간에 민족공동체 관계를 발전시켜 나갈 것 등 6개항 원칙을 선언하면서 공산주의권과의 관계개선의 의사를 천명하였다. 그는 "한반도의 평화를 정착시킬 여건을 조성하기 위하여 북한이 미국·일본 등 우리 우방과의 관계를 개선하는 데 협조할 용의가 있다. 또한 우리는 소련·중국을 비롯한 공산주의 국가들과의 관계개선을 추구한다"라고 천명하였다. 이러한 이른바 "북방외교"(또는 "북방정책", Nordpolitik)는 곧 가시화되었다. 1988년 서울 올림픽 개최 당시 소련과 헝가리 등 구 공산권 국가들의 참가한 것을 계기로 이들 나라에 대한 본격적인 외교관계 수립이 시작되었다. 1988년 8월에 헝가리와의 상주대표부 설치협정 체결(1988년 10월 헝가리의 수도 부다페스트에 주(駐)헝가리 한국대표부가 개설)은 북방정책의 첫 결실로 평가된다. 1989년 동구권 국가로는 최초로 헝가리와 수교한데 이어, 같은 해 폴란드, 유고슬라비아와도 수교하였다. 1989년 노태우 정부는 일본 도쿄에서 거행되는 히로히토 일왕 장례식에 공식적으로 강영훈 국무총리를 정부부문 사절로 파견했다. 1990년 1월 인위적 정계개편(삼당 합당)을 시발로 하여 국내 정치적 기반을 다지고 1990년 초 공산권 국가들과 일거에 국교를 수립하는 성과를 거두게 된다. 3월 체코슬로바키아, 불가리아, 몽골, 루마니아와 대사급 외교 관계를 이루고, 4월에는 고르바초프가 제주도를 방문하였다. 드디어 9월 30일 한-소 국교 정상화를 이룩하였다. 이러한 수교의 정책 수단은 국내경제력이었다. 헝가리와 수교시 6억2500만 USD의 상업 차관을 약속하였고, 한-소 수교시에는 30억USD의 차관을 제공하기로 합의하였다. 1990년 11월 헝가리의 괸츠 아르파드 대통령이 대한민국을 공식 방문하여, 노태우 대통령과 한국의 유엔 가입 등 한반도 평화정착에 관한 의견을 교환하였다. 공산권과의 수교를 바탕으로 1991년 9월 남북한 유엔 동시가입을 이끌어 냈다. 1991년 소련 붕괴직후 러시아와 재수교하고, 소련의 붕괴와 함께 성립된 에스토니아, 라트비아, 리투아니아, 우크라이나 및 알바니아와 1991년에 수교하였다.

#### 경제 정책
노태우의 경제 정책은 자유화와 개방화의 확대였다. 그의 정권 하에서 경제는 연평균 8.5%라는 고속성장을 누렸고, 1988년의 서울 올림픽 개최는 발전한 한국을 전 세계에 알리는 계기가 되었다.
1988년 수출은 600억 달러를 돌파하였고 1986년 대한민국은 대외교역사상 최초로 무역수지 흑자를 기록한 이래 그 폭이 매년 확대, 1989년 대한민국은 마침내 채무국에서 채권국으로 반전하였다. 그러나 수출은 1990년대 초 경기침체로 부진을 겪게 되었다.

#### 취임 1년차(1988년 2월~1989년 2월)
1988년 2월 25일 정식으로 업무를 수행하기 시작한 노태우는 초기 "6공 황태자"라는 별명을 얻은 박철언 등을 차기 대통령 후계자로 지명하였으나 3당 합당으로 들어온 김영삼 등의 반발과, 차기 대권을 보장하지 않을 때 정권퇴진도 불사하겠다는 구 민주계(김영삼 계열)의 저항에 굴복하여 차기 대권 후보자직과 총재직을 김영삼에게 양도하기도 하였다. 이를 두고 보수 세력으로부터 쉽게 허락하였다, 물렁하다며 비난받는 계기를 제공하였다.
그는 5공 청산의 기치를 내걸고 5공 인사들을 대부분 정리, 자진 퇴임을 유도하였으나 5.18 관련자 처벌에는 미온적이었다. 이에 따라 야당과 운동권에서는 5.5공화국이라며 반발했다. 한편 그는 6.29 선언으로 5공화국의 잔재를 털어버리고자 하는 의지를 천명 했고 장기집권의 종식을 정치적 최대 목표 로 지명했다. 또한 5공 청산론을 내세워 청와대에 있던 군 출신 인사들을 대거 해임하고 민간인 출신 전문가들과 대학 교수 출신 인사들을 기용했다. 이에 신군부 출신들은 집단 반발했으나 그는 들어주지 않았고, 신군부 출신들은 노신영이나 정호용, 장세동 대신 노태우를 지지한 점을 언급하며 반발하였으나 노태우는 이들의 주장을 묵살했다. 이후 일부 신군부 인사들과는 척을 지게 된다. 또한 노태우는 인적 쇄신을 목적으로 김종인 등 각 분야의 민간 전문가들을 영입하는 한편, 박정희, 전두환 정권 치하에 저항하여 대쪽 판사로 이름났던 법관 이회창을 영입하여 정계로 발탁하였다.
전두환은 차별성을 부각시키기 위해 헌법에서 소위 "5·16 혁명정신"에 관련된 사항을 삭제하였으며 통일주체국민회의를 폐지하고 하나회 계열에 부정적인 공화당 실세들을 권력형 비리 혐의와 연관하여 제거하였고, 박정희의 시대를 부정과 부패, 비리의 시대로 규정하고, 자신들은 정의사회 구현을 추구한다고 선언하였다. 취임 직후 그는 박정희 대통령에 대한 추모 행사에 대한 간섭, 감시요원 배치를 없애기도 했다. 그러나 대한민국의 법통을 대한민국 임시정부에서 찾아야 한다는 김준엽의 제안은 거부하였다.
취임 직후부터 그는 공산권이 붕괴되리라 보고 소련과 중국 등 공산주의 국가과의 관계회복을 위해 외교 담당자들을 초빙하여 연구를 지시하게 했다. 1988년 7월 7일 남북동포 교류 추진 등 대북정책 6개항을 골자로 한 '7·7선언'을 직접 작성, 발표하였으며 8월 8일에는 대국민 담화를 통해 "중공"을 '중국'으로 공식 호칭키로 발표하였다. 이를 두고 일부 보수 세력의 강한 반발을 샀으나, 각 언론과 문헌에 "중공" 대신 '중국'으로 사용하도록 지시, 추진하여 이때부터 대한민국의 문헌 자료에서는 "중공" 대신 '중국'으로 쓰이게 되었다.

##### 청명계획

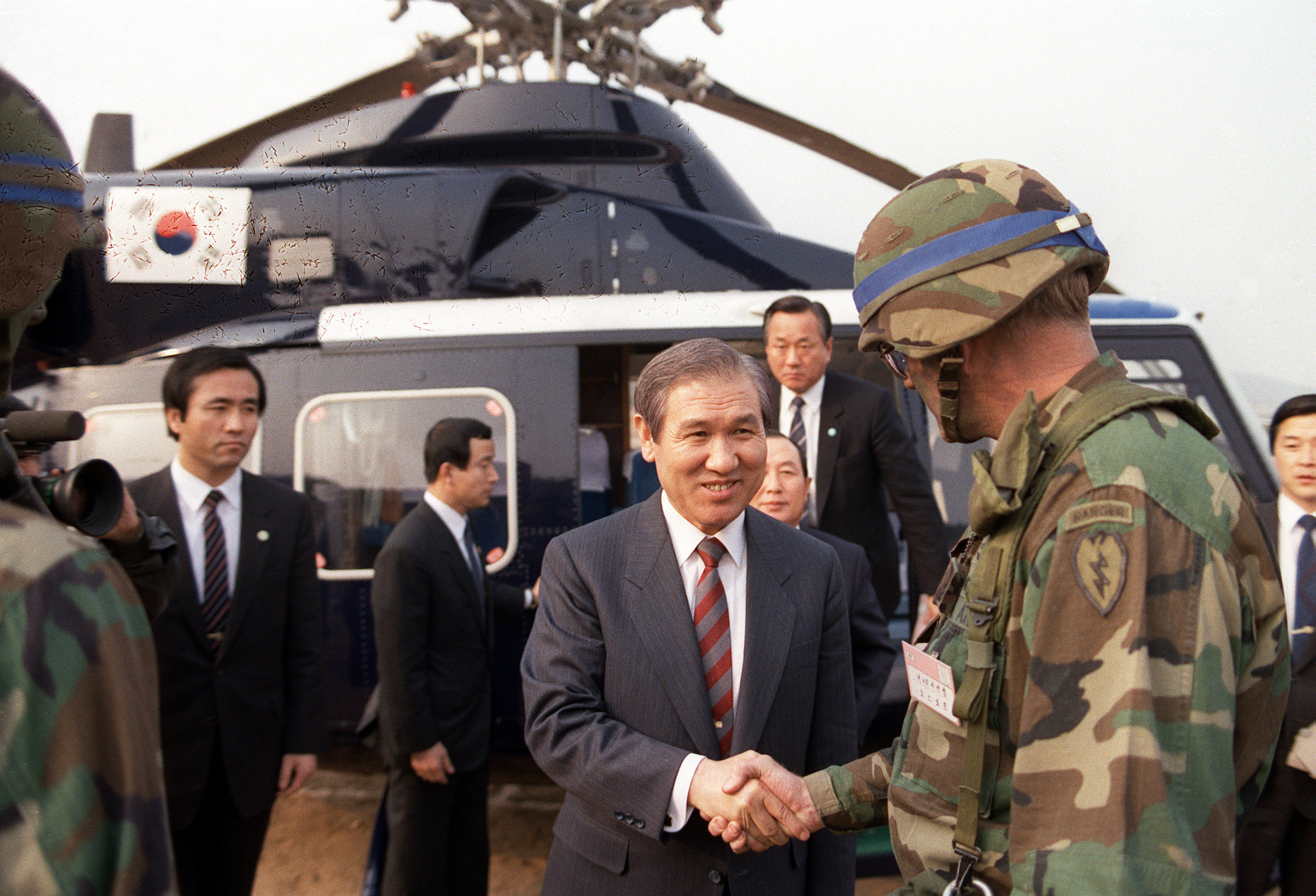
찰스 오스토트(Charles P. Ostott)를 방문한 노태우(1989년)

1989년 3월 보안사령부가 친위쿠데타를 성공시키는 데 방해가 될 만한 반정부인사 목록을 만들고 이들을 개별적으로 사찰해 비상계엄이 선포되는 D-데이 전후로 전원 검거한다는 명목 하에 예비검속을 실시하였다. 노태우가 5공을 답습한 것 중 하나였으며, 일종의 정치적 개입이었다.
보안사 3처(우종일 처장·김용성 과장)는 1989년 4월 계엄에 대비해 각계 주요인사 923명의 인적사항·예상 도주로·예상 은신처·체포조 등이 기재된 청명카드를 작성하고 계엄시 이들을 검거·처벌하기 위한 청명계획을 수립했다. 보안사 3처 ‘청명 태스크포스’의 ‘청명’ 대상자 선정과 등급분류는 공안합수부 정책협의회에서 검찰·경찰의 좌익인사 자료와 보안사의 좌익인사 명단과 등급 등을 참조해 작성했다. 청명카드 작성작업을 완료한 뒤 1989년 8월 을지훈련기간에 8개 부대를 선정해 도상훈련까지 실시했다.
이어 보안사 3처 6과 분석반은 1990년 10월 보안사 민간인 사찰을 폭로한 윤석양 사건이 발생하기 전까지 '청수(동향파악)'대상자라는 가명칭으로 민간인 1,300여명에 대해 공개 자료와 예하 보안부대의 '동향관찰보고서' 등을 바탕으로 개인별 신상자료철을 작성·관리했다.
보안사가 A급으로 분류해 사찰한 민간인은 노무현 전 대통령 (당시 통일민주당 의원), 이해찬 전 국무총리 (당시 평화민주당 의원), 이상수 전 노동부 장관 (당시 평화민주당 의원), 이강철 전 대통령 정무특보(당시 진보정치연합 공동대표), 임종석 전 의원(당시 전대협 의장), 고 문익환 목사, 이창복 전 의원(당시 전민련 상임공동의장), 유인태 전 의원(당시 진보정치연합 사무처장), 이태복 전 노동부 장관(당시 주간 < 노동자신문 > 편집실장), 정윤광 당시 지하철노조 위원장 등 총 109명이다.
보안사가 지목한 '청명 대상자' 중 하나였던 노무현 대통령의 개인파일에는, 1989년 당시 거주하던 부산 남구 남천동 S아파트 내부 도면까지 그려져 있다. 아파트 내부 방 구조, 화장실과 베란다 위치 등도 파악해둔 상태였다. 평소 몇 시에 집을 나서 몇 시에 귀가하는지, 타고 다니는 차량은 무엇인지, 자주 걸어 다니는 동선, 평상시 자주 만나는 친구와 연락처, 예상도주로와 예상은신처까지 모두 기록돼 있다.

##### 전교조 불법화 정책
1989년 5월 22일 전교조는 연세대학교에서 창립대회를 열었다. 이때 학교는 이미 전투경찰에 의해 봉쇄되어 있었으며 창립식 직후 폭력적인 진압으로 많은 참가자들이 다쳤다. 이날 참가하였던 교사들은 전원 경찰에 연행되었다. 5월 22일 저녁 노태우는 대국민 담화를 통해 교사 노조는 불법이라 천명하고 해산 및 단속을 천명하였다. 이어 문교부 장관 정원식 역시 전교조를 불법 단체로 규정하고, 인사들에 대한 구속과 해임, 불이익 조치를 취하여 논란이 되었다. 이후 전교조 가입 인사 및 동조자들에 대한 탄압 정책을 계속하였다.
우선 전교조 불법화 선언과 함께 전교조에 결성에 참여한 오종렬 이외 1,500명의 교사들을 해직, 파면시켰으며, 학생 운동권들은 이에 반발하여 학원민주화를 요구하며 시위를 했다. 처음에는 노태우와 정원식의 마네킹을 화형하는 수준이었던 학생운동권들의 시위는 점차 분신자살로 이어졌다. 한편 정원식 장관은 수업을 거부한 세종대학교 학생들을 모조리 징계, 유급조치, 퇴학 등을 지시했다. 그 뒤 노태우는 정원식 등과 협의하여 특별 지시를 내려 조치를 완화, 세종대학교 학생들을 모두 복교시켰지만 유급과 징계, 정학을 가한다. 1,500명의 전교조 관련 교사 해임과 파면, 징계에 대한 반발과 증오, 강경대의 경찰 폭행치사 사건 이후 연이어 터진 김귀정(金貴井)의 시위대 압살 사망 사건이 발생하면서 반정부 시위는 격화되었고, 노태우는 전교조는 불법 조직이라는 뜻을 반복하였다.
노태우는 재임기간 내내 전교조는 불법조직이라는 뜻을 굽히지 않았다. 이때 해직된 전교조 교사들은 1993년 10월 28일 김영삼 대통령의 집권 1년차이던 이날까지 전교조 복직 신청을 받아서 95%가 복직되었다. 1,490명 중 1,424명이 복직을 신청하고, 66명이 복직 신청을 거부한다.

##### 7·7 선언
1988년 7월 7일 노태우는 '민족 자존과 통일 번영을 위한 대통령 특별선언'을 발표했다. 6개항으로 된 이 선언의 내용을 보면, 남북 동포의 상호교류 및 해외동포의 남북 자유왕래 개방, 이산가족 생사 확인 적극 추진, 남북교역 문호개방, 비군사 물자에 대한 우방국의 북한 무역 용인, 남북 간의 대결외교 종결, 북한의 대미·일 관계 개선 협조 등이다. 이 선언 후 우리 정부는 대북 비난 방송을 중단했으며, 남북 대학생 국토순례대행진을 북한측에 요구하기도 하였다.

#### 1988년 서울 하계 올림픽 개최

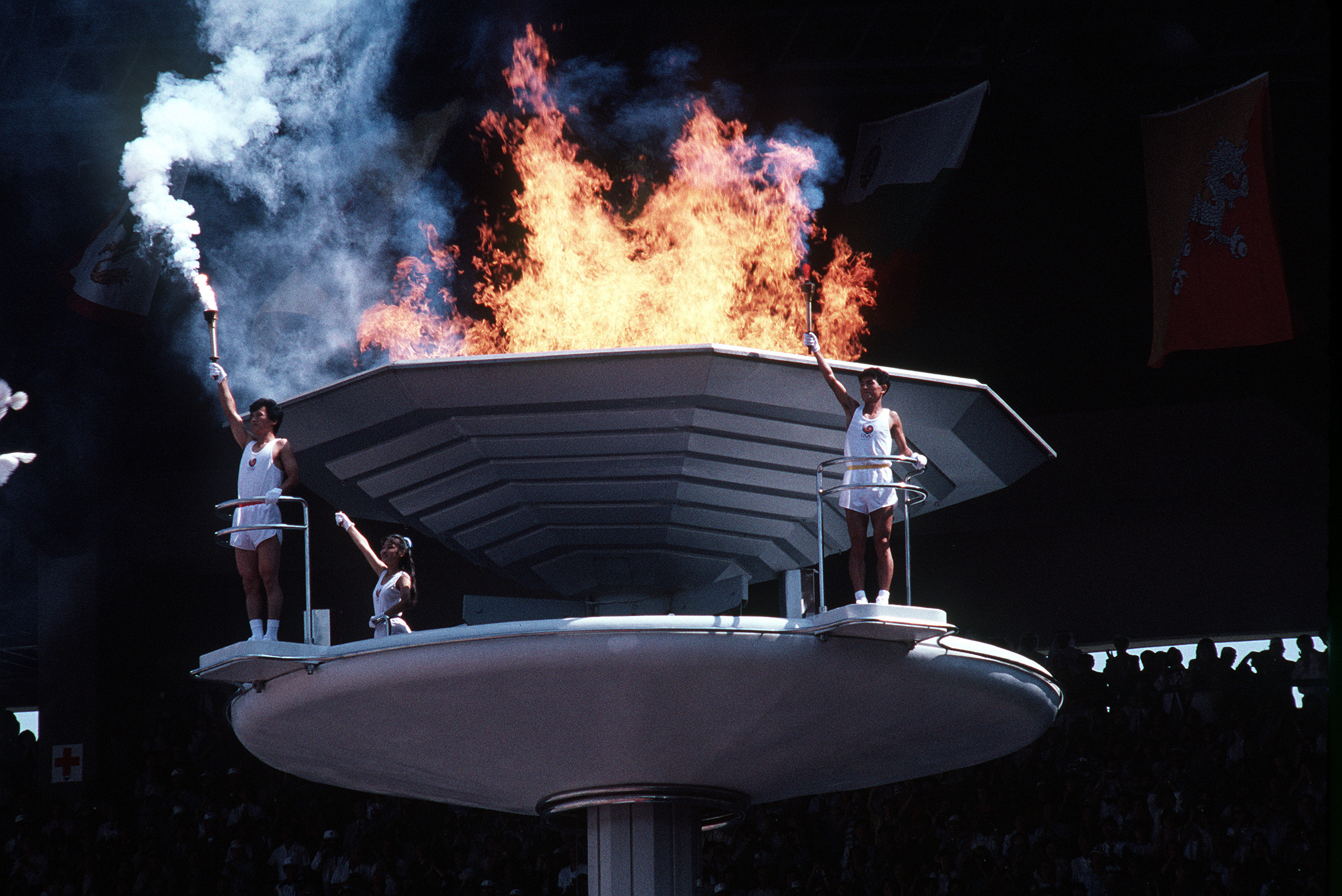
1988년 하계 올림픽 개막식 당시 성화 점화 모습

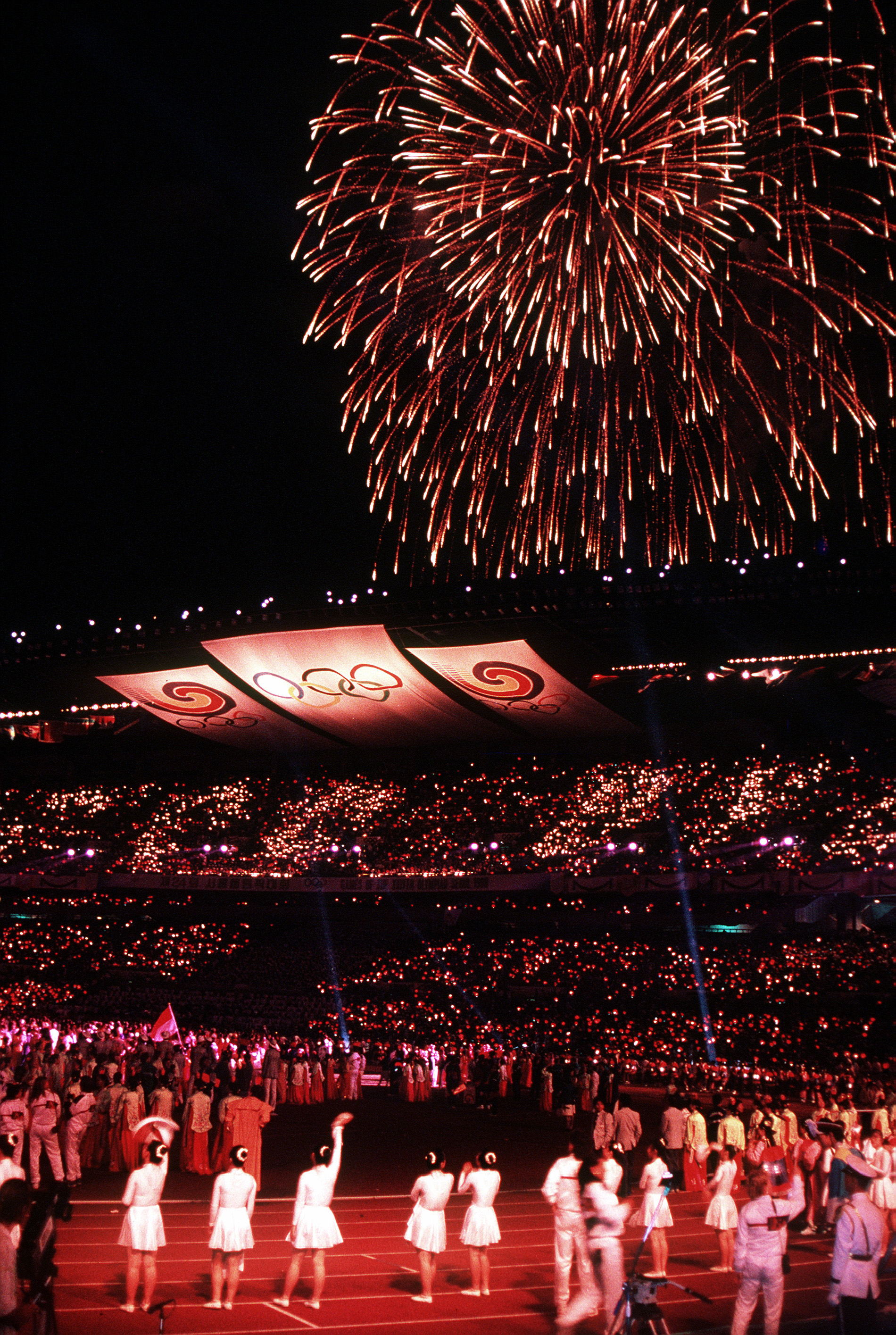
1988년 하계 올림픽 폐막식 때 있었던 불꽃놀이

1988년 9월 17일, 서울에서 하계 올림픽이 개막되었다. 원래 가난한 나라에서, 세계 인류의 가슴에 화합과 전진을 심어주고 당당히 세계사의 주역으로 나선 것이었다고 한다. 대한민국이 국제적인 스포츠 경기를 개최한 것은 1986년 아시안 게임 이후 2년 만의 일이었으며, 이를 통해 국가의 자부심이 높아지기도 했다.
그러나 이번 올림픽은 미국과 소련의 냉전 구도가 극명하게 드러나는 분단 국가인 대한민국에서 개최된다는 점에서 공산 진영의 참가 문제가 민감할 수밖에 없었다. 대한민국은 당시 공산 국가와 외교 관계조차 수립하지 않은 상황이었고, 북한은 이들 공산 국가의 참가를 막기 위한 로비 활동을 전개했다. 그러나 일단 공산 국가 중에서는 중국이 1984년 7월에, 동독이 1985년 3월에 참가를 선언한 상황이었다.
우선 중국의 경우 당시 중소 분쟁으로 인해 소련에 기대지 않는 독자 노선을 걷고 있던 공산주의 국가였고, 이미 1984년 하계 올림픽에 참가하는 등 올림픽 보이콧에 비판적인 입장이었고 한편으로는 1990년 아시안 게임 유치 문제 등을 의식해 서울 하계 올림픽 참가를 발표했다. 그리고 동독의 경우 1984년 하계 올림픽 보이콧에 대한 자국 스포츠계 인사들의 반발이 워낙 거세서 2회 연속으로 올림픽을 보이콧할 수 없었기 때문에 소련과 협의하지 않고 독단적으로 서울 하계 올림픽 참가를 발표하였다.
그러나 소련이 참가 여부를 밝히지 않은 상황에서는 다른 동유럽의 공산주의 국가나 그 외의 친소(親蘇) 공산주의 국가의 참가 역시 불투명했기 때문에, 김운용 IOC 위원을 비롯한 여러 관계자들은 소련 측 인사들을 설득하는데 주력하였다. 그리하여 마침내 소련의 참가 선언을 이끌어냈고 헝가리, 폴란드 등의 동유럽 공산 국가들도 참가하였다. 그 외의 몽골·라오스·베트남 등의 아시아 공산 국가와 친북한 성향의 아프리카 국가들도 참가하면서 12년만에 동서 양 진영 대부분 국가가 참가하면서 참가국 수는 사상 최대인 160개국에 이르렀다.
그러나 조선민주주의인민공화국과 일부 국가들이 참가하지 않아 IOC 전 회원국 참가라는 목표는 이루지 못했다. 대회 조직위원회는 조선민주주의인민공화국에 대해서 끝까지 문호를 개방했고 참가를 유도하기 위한 노력을 기울였다. 조선민주주의인민공화국은 1988년 서울 하계 올림픽의 남북한 공동 개최를 요구했지만 받아들여지지 않자 대회 참가를 거절하였다. 이에 조선민주주의인민공화국에 우호적인 공산주의 국가였던 쿠바, 에티오피아, 세이셸이 동참하면서 보이콧했다. 고립 성향의 공산주의 국가였던 알바니아 역시 불참하면서 알바니아는 4회 연속으로 하계 올림픽에 불참했다. 니카라과는 대한민국의 수교국이었으나 선수단 구성과 재정 문제를 이유로 참가하지 못했다. 결국 당시 IOC 회원국 중 7개 국가가 불참하였다. 마다가스카르는 대회 참가를 선언했지만 재정 문제를 이유로 철회했다.
한편 남아프리카 공화국은 아파르트헤이트 정책으로 인해 IOC에서 축출된 상태였으므로 올림픽 참가가 금지되어 있었으며 나미비아는 당시 남아프리카 공화국의 지배하에 있어 IOC에 가입하지 못해 참가하지 못했다. 캄보디아, 기니비사우, 카보베르데, 부룬디, 코모로, 상투메 프린시페, 미크로네시아 연방, 마셜 제도, 나우루, 키리바시, 투발루, 세인트키츠 네비스, 도미니카 연방, 세인트루시아는 독립 국가였지만 당시 IOC에 가입하지 않은 상태였으므로 참가하지 못했다.
1988년 10월 2일, 서울 올림픽은 폐막되었다.

#### 취임 2년차(1989년 2월~1990년 2월)

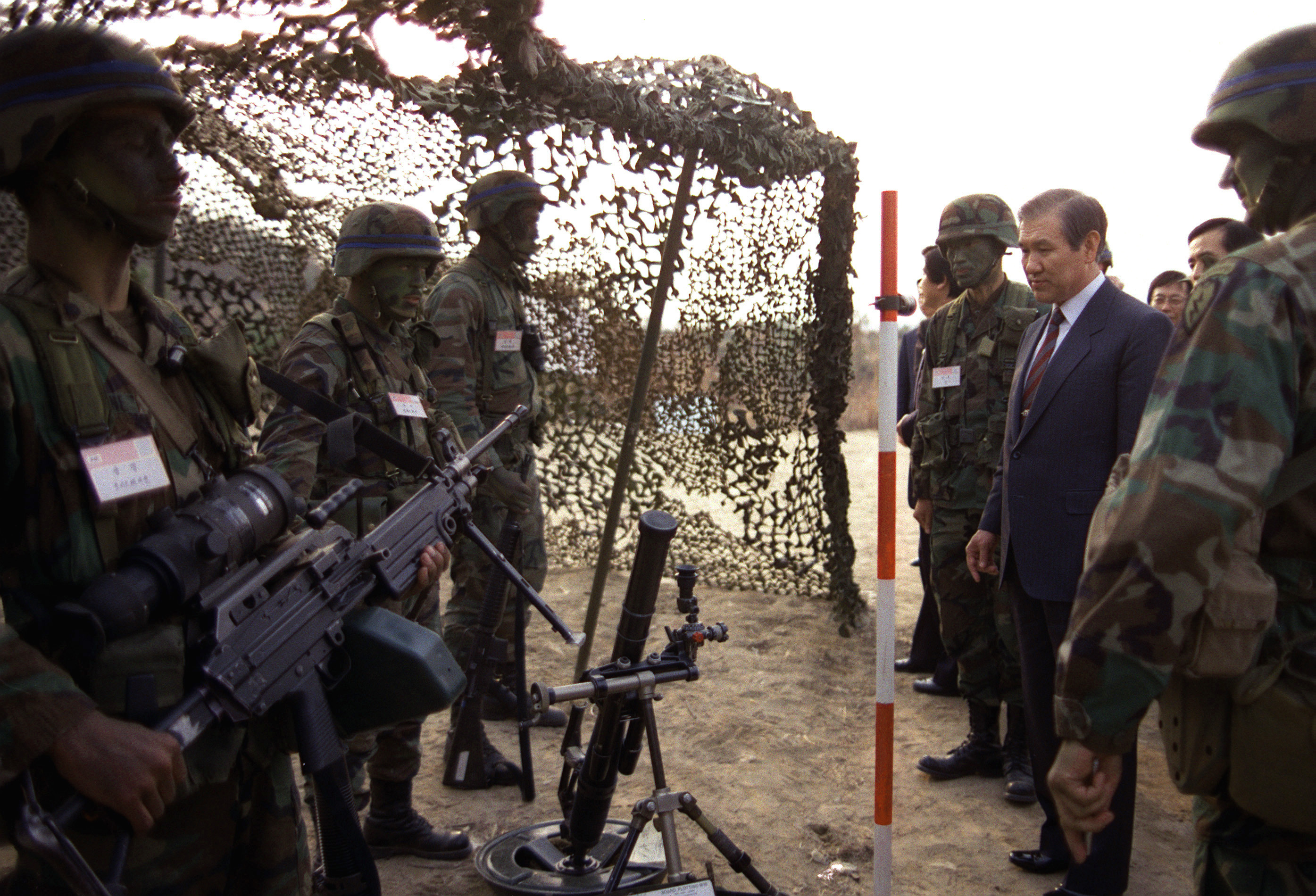
노태우(1989년)

1989년 5월 동의대학교의 입시부정에 항의하던 동의대학교 학생들이 전투경찰 5명을 납치, 폭행하고 학내에 감금하여 이를 구출하려던 경찰관 7명이 화재와 추락으로 숨지고 외부에 근무중이던 경찰관 등이 부상당하는 사건이 일어났다. 이 사건으로 91명의 대학생들이 구속되기도 했다. 이 사건은 2009년 민주화 운동으로 최종 인정되었다.

##### 대한항공 803편 추락 사고
1989년 7월 27일 대한민국 김포국제공항을 이륙, 태국의 방콕 돈므앙 국제공항과 사우디아라비아의 지다를 거쳐 리비아의 트리폴리에 도착할 예정이던 대한항공의 803편(맥도넬더글러스 DC-10 여객기)이 악천후와 시야 미확보, 안개 등의 무리한 착륙을 시도하다가 추락, 탑승객 72명이 사망하는 사건이 일어났다.
승객과 승무원 200명을 태운 대한항공 DC-10 여객기가 한국시간을 기준으로 이날 오후 2시 30분 경 추락하여 탑승객 72명이 사망하고 139명이 부상했다(리비아 현지주민도 포함). 탑승객 대부분은 중동 현지에서 근로하는 근로자들이 대부분을 차지하고 있으며, 현대건설과 대우건설, 동아건설 (공영토건 포함) 등 150명의 근로자들이 모두 탑승하였다.
사고의 원인은 시계 240m의 짙은 안개 속에서 조종사가 무리한 착륙시도를 하다 일어난 것이다.

##### 3당 합당

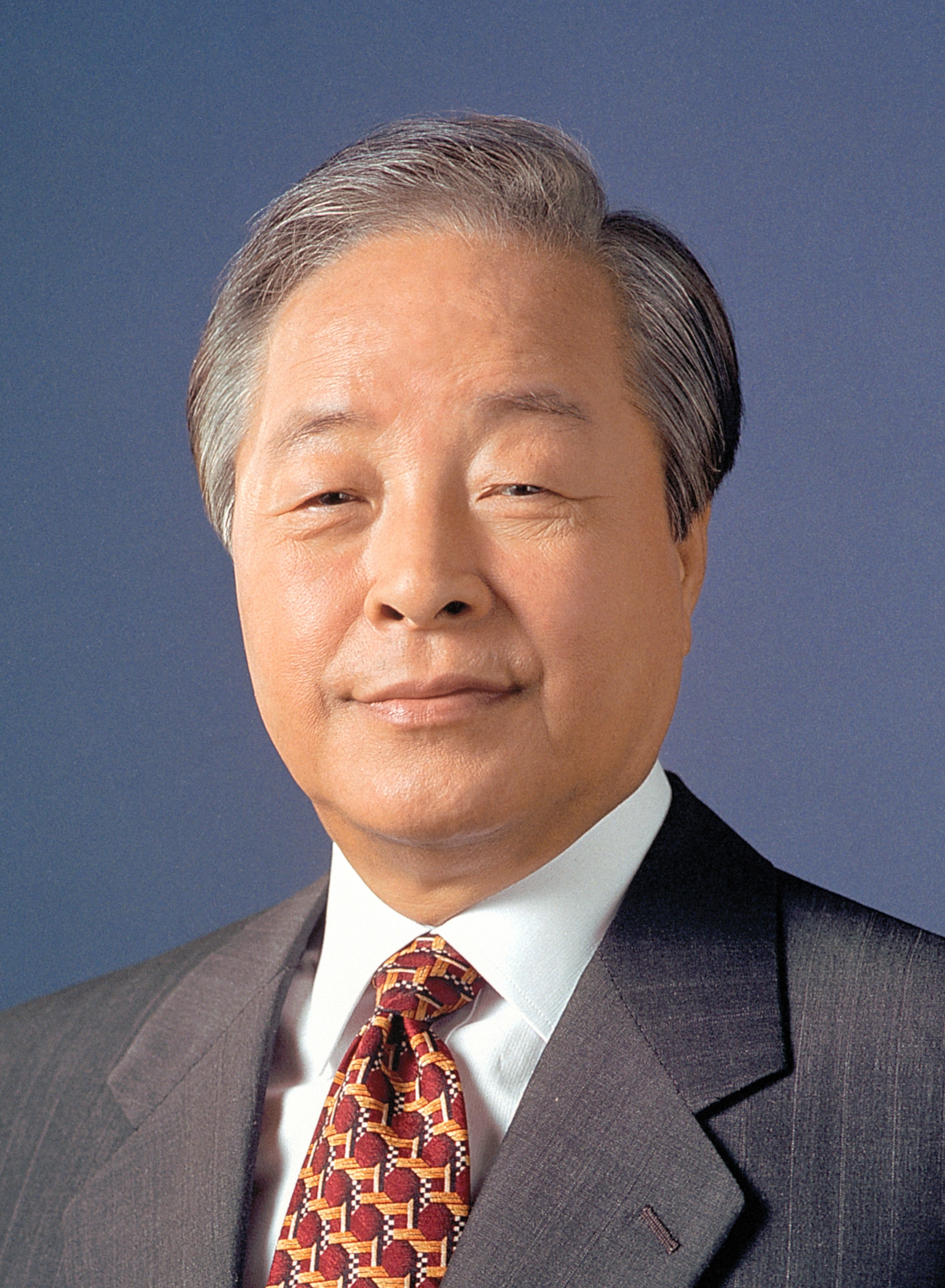
김영삼

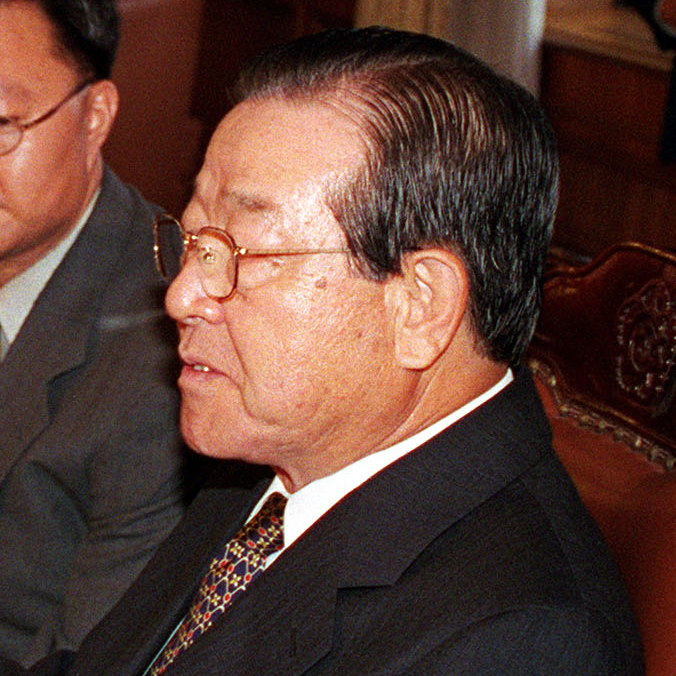
김종필

1987년 대통령 선거의 뒤를 이어 치러진 국회의원 선거에서 민정당은 최다 의석을 확보하였으나, 절반에도 못 미치는 125석을 획득하여 사상 첫 '여소야대' 국회가 출범했다. 이 때문에 정기승 대법원장 임명이 부결되는 등 난관에 부딪혔고, 그는 결국 합당을 추진하기로 한다.
비슷한 시기 통일민주당의 김영삼, 신민주공화당의 김종필 역시 곤경에 처해 있었다. 선거에서 2위를 기록한 김영삼의 통일민주당은 민주화에 대한 열망에도 불구하고, 원내 3당으로 밀려나게 된다. 평소 노태우를 멀리하던 김영삼은 "만약에 이대로 있다가는 대통령을 할 수 없다"라는 생각에 여당의 지위를 얻고자 했고, 얼마 뒤 자신의 측근인 서석재가 무소속 후보를 매수하는 사건이 일어나자 합당을 결심하게 된다.
한편 신민주공화당 역시 교섭단체 확보에 성공했음에도 불구하고 당내에서 김종필에 대한 불만이 쏟아져 나온것은 물론이요, 김종필 자신조차도 정권을 잡기 위해 합당을 결심한다.
김영삼이 합당을 한다고 하자, 통일민주당은 분열을 일으키게 된다. 특히 당시 '청문회 스타'라고 불린 노무현은 김영삼에게 협조적이었으나, 합당한다고 하자 강하게 반발하며 결별을 선언한다. 이후 이기택, 김정길, 장성화, 김상현, 박찬종, 홍사덕, 이철, 노무현 등 8인이 3당 합당을 거부하며 김영삼을 따라가지 않고 민주당(일명 꼬마민주당)을 결성하였다.
이로써 민주진영의 주요 인물인 김영삼, 김대중 후보 단일화론이 좌절되었다. 1990년 1월 21일 노태우, 김영삼, 김종필은 한자리에 모여 합당하기로 합의하였고, 이튿날 3당 체제(물론 이는 전당 대회 전까지 행해졌다)를 바탕으로 하는 민주자유당이 탄생하였다. 이로써 개헌선을 훨씬 초과한 218석의 거대 여당이 되었다.

#### 취임 3년차(1990년 2월~1991년 2월)

##### 언론 자유화

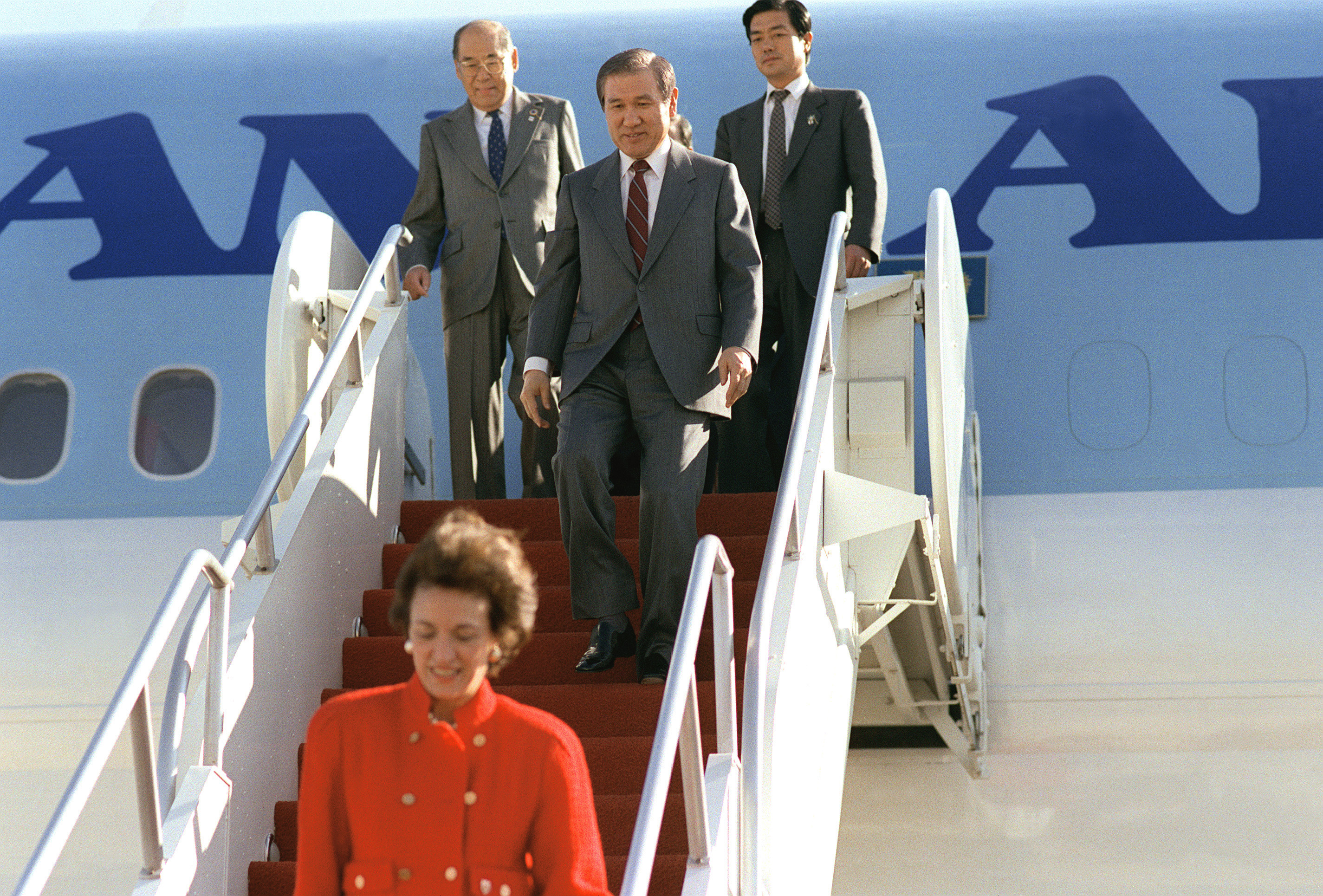
1988년 8월 21일 미국 순방후 귀국 장면

1988년 1월 1일의 신년사에서 그는 '정치인에 대한 풍자의 자유를 적극 허용한다'고 밝혔다. 이에 따라 제5공화국 시절 은근히 유행하던 정치인들에 대한 풍자가 본격적으로 재개되었다. 1988년 여당 민주정의당이 과반수 의석 확보에 실패하였다. 이에 여소야대 정국을 타개하기 위하여 그는 일부 보수 세력의 반발에도 불구하고 1990년 통일민주당, 신민주공화당과의 3당 합당을 추진해 1990년 3월 신한국당의 전신인 민주자유당을 창당, 초대 총재에 추대되었다.
한편 노태우는 언론 자유화를 추진했다. 이에 따른 결과로는 미국 프리덤하우스가 1990년에 '언론 자유국'이라는 지위를 부여한 것이 있다.
또한 재야인사들에 대한 복권과 해금을 대대적으로 단행하였다. 1988년에는 서울올림픽 평화대회추진위원장으로 함석헌을 위촉하여 서울평화선언을 채택하게 했고, 1991년에는 장준하 등을 복권시키고 그해 8월 15일 건국훈장을 추서했다. 또한 윤보선 대통령과 함석헌 등을 국가 원로로 예우하였다. 그러나 잇단 조치들로 보수 세력과 군출신 인사들의 반감과 반발을 초래하기도 했다.

##### 국군보안사령부 민간인 사찰 사건
1990년 국군보안사령부(現 국군정보사령부)에 근무하던 윤석양 이병이 보안사의 사찰 대상 민간인 목록이 담긴 디스크를 들고 탈영해 그 목록을 공개하는 사건이 일어났다. 이 목록에는 정계와 노동계, 종교계 등에 대한 사찰 기록이 담겨 있었으며, 이 사건을 계기로 노태우 정권 퇴진운동이 거세게 일어났다. 보안사는 이후 기무사로 이름을 바꿨으며 그 역할이 축소되었다.

###### 혁노맹 사건
윤석양은 한국외국어대학교 러시아어과 85학번으로 학생운동으로 4학년 2학기에 제적되어 군 복무를 하게 됐다. 신병교육 뒤인 1990년 7월 3일, 윤석양은 보안사 서빙고분실로 연행되어 '혁명적 노동자계급투쟁동맹'(이하 혁노맹)에서의 활동에 대한 조사를 받게 되었다. 보안사의 협박에 못이긴 윤석양은 혁노맹 간부 1인의 소재지를 알려주었고, 이 후 혁노맹 수사에 홍대에서 모임을 가졌다는 사실을 알려주는 등 조금씩 협조했다.
7월 19일, 보안사 수사관들은 윤석양을 변장시켜 홍대 앞이 보이는 2층 카페로 데려가 혁노맹 관계자를 지목하도록 했고, 윤석양의 도움으로 혁노맹 관련자들을 체포할 수 있었다. 이 후, 보안사 수사관들은 윤석양을 조금씩 신임하게 되었고, 보안사에서는 8월 22일, 현역군인 10명이 포함된 '혁노맹' 사건을 발표했다. 윤석양은 탈영 이후, 혁노맹은 1990년 3월에 자진해체했으며, 계속 활동했다는 보안사의 발표 내용은 조작이라고 밝혔다.
이후 윤석양은 보안사 분석반으로 옮겨져 혁노맹에 대한 수사 보고서 작성과 사노맹에 대한 자료 정리를 도왔다. 하지만 9월 22일, 말 지의 10월호에서 "보안사의 혁노맹 사건 조작 진상"이라는 기사를 내보내자 보안사의 한 계장이 윤석양에게 이중스파이가 아니냐고 물었다. 이에 불안감을 느낀 윤석양은 9월 23일 새벽 2시, 보안사의 민간인 사찰 관련 색인표와 디스켓을 가지고 보초 교대 시간을 틈타 보안사를 탈영, 한국기독교교회협의회 인권위에 은신했다.

##### 범죄와의 전쟁
한편 집권 직후부터 각종 살인 범죄와 강간 등의 범죄 사건이 발생하자 그는 1990년 10월 13일 민생치안 확립을 위한 특별선언인 10.13 특별 선언을 발표한다. 이는 '범죄와의 전쟁'이라는 별칭으로도 알려졌다.
각종 깡패와 폭력조직의 활보와 야당 경선 내에도 깡패조직인 용팔이 등이 출몰하자 그는 1990년초부터 특별선언을 준비하여 발표한다. 내용의 골자는 '첫째, 국가의 공동체를 파괴하는 범죄와 폭력에 대한 전쟁을 선포하고 헌법이 부여한 대통령의 모든 권한을 동원해서 이를 소탕해나갈 것, 둘째, 민주사회의 기틀을 위협하는 불법과 무질서를 추방할 것, 셋째, 과소비와 투기, 퇴폐와 향락을 바로잡아 '일하는 사회', '건강한 사회'를 만들어나갈 것' 등 이었다.
10월 14일 노태우는 각부 장관들을 소집하여 10.13 특별 선언의 후속 조치로 사회 질서 확립을 위해 자정 이후 심야영업 단속과 통제, 유흥업소 단속, 교통질서 위반 집중 단속, 공중질서 위반 집중 단속, 학교 주변 청소년보호구역 확대, 불량 비위생 식품 단속, 가정파괴범, 유괴 납치범, 좌익사범 등 흉악범을 비롯한 각종 반사회성 범죄조직에 대한 소탕 등 종합대책을 수립했다. 또한 그는 보복성 범죄를 특정범죄가중처벌 대상에 추가하고 각종 형사관계법을 개정해 마약, 폭력조직, 인신매매, 가정파괴범에 대한 처벌을 강화했다. 그러나 이를 두고 학생운동권들은 공안당국을 만들기 위한 수단이라며 강하게 반대하였다. 범죄와의 전쟁 선언 후 2년 뒤인 1992년 초 각종 극성 범죄율은 약 5% 정도 감소한 것으로 확인되었다.

#### 취임 4년차(1991년 2월~1992년 2월)

##### 작전 통제권 환수추진과 비핵화 선언
대통령 후보 시절, 작전 통제권 환수추진을 공약하였고, 그 결과로 평시 작전 통제권을 김영삼의 문민정부 시절에 환수했다.
1991년 11월 13일 노태우는 비핵화를 공식 선언했다. 이는 이승만, 박정희, 전두환이 각각 추진하려던 원자폭탄 개발 및 핵 개발의 최종 포기를 선언하는 것이었다.
한편 그의 핵포기 선언에 대해 김영삼은 이를 잘못된 행위라고 지적하였다.

##### 학생 운동권들의 시위
1988년부터 노태우와 당시 문교부 장관 정원식은 전교조를 불법 조직으로 규정하고 단속정책을 추진하였다. 이에 학생운동권들의 반발은 계속되었다. 전국교직원노동조합(전교조) 불법화 선언과 함께 전교조에 결성에 참여한 오종렬 이외 1,500명의 교사들을 해직, 파면시켰으며, 이에 반발하여 학원민주화를 요구하며 수업을 거부한 세종대학교 학생들을 모조리 징계, 유급조치, 퇴학 등을 가했다. 그 뒤 조치를 완화시켜 세종대학교 학생들을 모두 복교시켰지만 유급과 징계, 정학을 가한다. 1,500명의 전교조 관련 교사 해임과 파면, 징계에 대한 반발과 증오, 강경대의 경찰 폭행치사 사건 이후 연이어 터진 김귀정(金貴井)의 시위대 압살 사망 사건으로 학생운동가들은 정원식 퇴진 데모와 반 정원식 시위, 정원식의 허수아비와 마네킹을 놓고 정원식 화형식 등을 집행하기도 했다. 그 뒤 정원식은 한국외국어대학 등에서 교편을 잡다가 1991년 덕망높은 교육자의 발탁을 이유로 노태우에 의해 총리로 발탁되었다. 한편 노태우 정권을 군부독재의 연장선이라고 주장하던 학생운동권 세력은 1989년 이후 다시 분신자살과 투신자살 등을 감행하였다.

##### 분신정국
명지대학교의 총학생회장 박광철이 시위 참여 후 학교로 돌아오던 도중 경찰에 연행되었다. 2일이 지난 후 1991년 4월 26일 총학생회장의 석방을 위해 시위가 진행되었고, 시위가 격렬해지자 경찰이 진압을 시도하게 되었다. 이 과정에서 명지대생 강경대가 경찰의 폭력에 의해 사망했고, 이에 대하여 항의하는 시위 도중 성균관대생 김귀정까지 경찰에 의해 사망하였다.
사건이 일어난 다음날인 4월 27일, 노태우 대통령은 사건의 책임을 물어 안응모 내무부 장관을 경질시켰다. 학생들은 노태우 대통령의 사과와 책임자 처벌 등을 요구하며 연세대학교 앞에서 시위를 벌였다. 4월 29일 전남대학교 학생 박승희가 강경대 사건 규탄집회 중 분신하였고 이어서 5월 1일 안동대학교 학생 김영균, 5월 3일 경원대학교 학생 천세용, 5월 8일 전민련 사회부장 김기설, 5월 10일 노동자 윤용하 등이 잇따라 분신하여 이른바 '분신정국' 이 조성되었다.
이로 인해 민주화에 소극적이던 노태우 정권에 대한 국민들의 분노가 들끓게 되자, 노태우 정권은 5월 8일에 노태우 정권을 비난하며 자살한 전민련 사회부장 김기설의 유서를 전민련 총무부장 강기훈이 대필했다는 소위 유서대필사건까지 조작하면서 사건을 덮으려 했다.

##### 정원식 계란 투척 사건
1991년 분신 정국 당시 김지하는 1991년 5월 5일 조선일보에 쓴 '젊은 벗들! 역사에서 무엇을 배우는가? 죽음의 굿판을 당장 걷어 치워라.'라는 글로 분신자살을 강하게 비판했다. 이에 학생들의 협박과 비난이 계속되었고, 정원식 사건으로 더욱 격화되었다.
1991년 6월 3일 한국외국어대학교에서 마지막 강의를 하고 나온 정원식에게 대학생들은 계란, 유리조각, 밀가루, 페인트 등을 투척했다. 6월 4일 노태우는 한국외국어대학교 사건에 대한 분노와 개탄을 금할 수 없다, 인륜이 땅에 떨어졌다며 특별 대책을 주문했다. 윤형섭 교육부 장관에게서 정원식의 계란 사건에 대한 보고를 접한 노태우는 "스승의 마지막 강의를 폭력으로 짓밟은 오늘의 학원폭력 상황에 개탄을 금할 수 없다."며 바로 관계자를 소집한다. 이어 노태우는 학생들의 패륜을 질타하며 정원식, 김지하 등에 대한 폭력 사건에 대한 엄벌을 지시하였다.
노태우는 6월 4일 각부 장관과 경찰, 검찰, 문교부 인사들을 소집한 자리에서 "사회적 윤리와 도덕성, 인성을 회복하고 학원가에 만연한 그릇된 풍토들을 바로잡을 수 있는 근본적 대책을 마련해야 된다."라고 지시했다. 당초 노태우 정부는 경찰 수사선에서 마무리 지으려 하였으나 보수단체들의 시위로 검찰수사로 사건을 확대했다. 노태우는 바로 검찰총장 정구영을 불러 엄단을 지시했다. 검찰과 경찰의 합동 수사본부가 조직되고 6월 5일 오전 외국어대학교 주변에서 검문검색을 시작, 교내 주변을 탐문수사하여 정원식 규탄시위에 참여한 학생 310명을 체포, 연행했다.
1991년 국제로터리클럽 폴해리스 명예회원에 선출되었다. 그해 장준하를 명예회복하여, 건국훈장 애국장을 추서하였다. 1991년에는 지방자치제도를 부활시키라는 야당과 시민단체의 요구를 노태우가 전격 수용, 1991년 대한민국 지방 선거가 치러지면서 30여년만에 지방자치제가 시행되었다. 이때 지방선거에서 집권당인 민자당이 압승했지만 3당 합당을 계기로 국회에서 개헌선을 넘는 거대여당을 출범시켰으나 보수 진영의 반발과, 야당의 반발이 있었다. 그 해 서울 주변지역 개발정책 중 일산 신도시와 성남시에서 바다 모래로 지은 아파트들이 발견되어 책임자를 바로 문책하였다.

#### 취임 5년차(1992년 2월~1993년 2월)
노태우는 이후 민주자유당의 당권을 놓고 김영삼과 갈등이 있었고 후계자로는 박철언 등을 내정하기도 했다. 이에 김영삼은 그에게 항의하며 집단탈당과 반정부 투쟁까지도 고려하였다. 결국 노태우는 김영삼에게 대권과 당권을 넘긴뒤, 1992년 8월 28일 노태우는 민자당 총재직을 사퇴하였다. 같은 날 김영삼이 민주자유당의 총재로 취임하면서 노태우는 민자당 명예총재에 선출되었으나, 9월 18일 정치적 중립성을 지켜야 된다는 이유로 모든 당직을 내놓고 민자당을 탈당하였다.
1992년 9월 18일 노태우는 민주자유당을 탈당하고 거국중립내각 구성을 선언, 이에 따라 10월 9일 사상 첫 여당이 없는 중립내각이 출범하였다. 한편 대선 직전 대통령이 여당을 탈당하는 선례를 만들기도 했다.

#### 퇴임
그러나 김영삼에 대한 악감정은 계속되었는데 후일 그는 김영삼을 가리켜 "김영삼 민자당 대표는 권력투사처럼 행동했고, 그의 국정운영 능력을 의심했으나 달리 대안이 없어 후계자로 만들게 되었다."면서 "그는 민주주의와는 관계없는 사람이었으니 나는 색맹환자였던 셈이며 역사와 국민앞에 죄송하다."라고 평하기도 했다. 한편 김영삼에게 순순히 밀려난다고 봤던 그는 야당 인사들에게도 정치자금을 비밀리에 지원하기도 했다. 김대중에게는 20억원 이상의 정치 자금을 지원했다.
1993년 헌정회 원로자문회의 위원이 되었다. 2월 25일 김영삼에게 대통령직을 물려주고 연희동 자택으로 퇴임하였다.

### 퇴임 이후

#### 퇴임 직후
대통령 퇴임 직후 1993년 8월 금융실명제가 전격 실시되면서 증권가를 중심으로 대통령의 비자금 보유설이 나돌자 그는 그러한 일은 있을 수도 없고 있어서도 안 된다며 불쾌감을 드러냈다. 1994년 국회의원 서석재에 의해 4천억 비자금 설이 제기되자 민감한 반응을 보이며 반박하였다. 1995년 서석재 의원 등에 의해 그의 비자금 조성문제가 계속 제기되었다. 같은 해 국회의원 박계동에 의해서 전직 대통령 비자금 수수설이 제기되어 수사에 들어가자, 해외 순방 출국 길에 언론, 신문사와의 인터뷰에서 그러한 일은 있을 수도 없고 있어서도 안 된다 라며 강하게 비판하였다. 그러나 비자금 수사 후 비자금 수수가 사실로 드러나자 굴복하였다.
1995년 10월, 노태우는 "문화대혁명 때 수천만 명이 희생당한 것으로 보면 광주사태 저것은 아무것도 아니야."라는 발언으로 국민들의 비난을 받았다. 노태우는 또한 "중국은 이런 피를 흘린 사건이 있었는데도 몇 사람을 제외하고 나머지는 처벌하지 않았으며 등소평이 중심이 돼 그 원로들을 다 대접하고 활용했다."고 말해 국민들의 지탄을 받았다.
그 직후 국민들의 비난여론이 일어나자 노태우는 "처음에는 그런 얘기를 한 기억이 나지 않았으나 나중에 녹음 테이프를 들어보니 그런 얘기를 했더라면서 어떻게 그런 얘기가 나올 수 있었는지 스스로도 놀랐다."는 발언으로 국민들의 공분을 샀다. 광주문제에 대해서는 "이야기할 처지가 못 된다."며 답변을 유보했다.
당시 노태우의 발언에 정치권까지 듫끓게 되었고 집권당인 민자당은 노태우 전 대통령의 발언에 대해 해명을 촉구하는 형식으로 수습하자고 대응했으나 국민들의 공분은 가라앉지 않았다. 노태우는 10월 13일, "자신의 발언으로 5.18 피해자 유족에게 상처를 준 점을 미안하게 생각한다."며 자신의 광주 발언에 대해 공식 사과했다.
1995년 10월 19일 민주당 국회의원 박계동은 국회 대정부 질의에서 신한은행 서소문 지점에 (주)우일양행 명의로 예치된 110억 원의 예금계좌 조회표 사본을 제시하며 '노태우 비자금 4천억 원!'이라는 발언을 강조, 노태우의 비자금 4천억 원이 여러 시중 은행에 차명계좌로 분산 예치되어 있다는 의혹을 제기하였다. 10월 20일 신한은행 측에서 이 계좌에 대해 해명하는 과정에서 전직 대통령 비자금에 대한 구체적인 단서가 드러나 검찰이 수사에 착수하게 되었다.

#### 비자금 수수 사건과 구속
1995년 10월 20일부터 검찰이 그의 계좌를 수사, 추적한 끝에 노태우의 경호실장 이현우가 검찰에 자진 출두하여 "우일양행 명의 차명계좌에 입금되어 있는 돈은 노태우가 재임 중 조성해 사용하다 남은 돈이며, 전 청와대 경호실 경리과장 이태진이 관리해 왔다."고 진술, 정치비자금이 사실로 확인되었다. 이를 계기로 검찰의 수사결과 비자금 수수가 드러나자 노태우는 대국민 담화를 발표, 사실임을 인정하고 자신의 '재임 중 기업체로부터 5,000억 원 가량을 받아 사용하고 1,700억원 가량이 남았다.'고 밝혔다. 수사과정에서는 1995년 10월의 대국민 담화와는 달리 기업체로부터 3,400∼3,500억원을 받고, 1987년 대한민국 대통령 선거를 위해 조성한 자금 중 사용하고 남은 돈과 당선 축하금 1,100억원 등을 합쳐서 자금을 조성했다고 밝혔다.
1995년, 포괄적 의미의 뇌물죄가 적용되어 이전에 대통령 재직시 조성한 비자금 수수와 뇌물조성 혐의, 특정범죄 가중처벌 등에 관한 법률 위반혐의 등의 죄목으로 전격 구속되었다. 그해, 법원 재판에 회부되어 특정범죄 가중처벌법상 뇌물수수 혐의로 무기징역을 선고받고, 그해 11월 16일 서울 구치소에 구속 수감되었다. 노태우가 수감당할 때, 대법원은 노태우에게 대통령 재직 당시 뇌물을 준 재벌총수 8명을 포함한 기업인 40여 명을 뇌물 공여죄로 기소했지만 항소심에서 재벌기업인들에게는 전원 집행유예, 무죄 선고로 석방되었다. 한편 노태우는 옥중에서 항소했고, 항소심에서 징역 15년에 2,628억원의 추징금을 선고받았다.
이를 계기로 12.12와 5.18에 대한 재수사 여론도 나타나기 시작했다. 김영삼은 취임 직후부터 문민 정부는 5.18 정신을 계승한 정부임을 천명하고 12.12와 5.18에 대한 재수사를 지시했다. 1996년부터 12.12와 5.18에 대한 수사가 이루어져, 1997년 4월 17일 12.12와 5.18 및 대통령 비자금 사건 관련 대법원 선고공판에서 법원으로부터 징역 17년형, 추징금 2,688억원의 형을 선고받았다.

#### 김대중 정부 시절
1997년 12월 사면되었다. 1997년 추징금 2,629억 원을 선고받고 6월 말까지 2,286억 원을 납부하였다. 2008년까지 남은 추징금은 약 387억 원이다. 김대중 정부 출범 직후, 김대중은 동서화합을 명분으로 그를 복권시켰다. 이후 각종 국가 행사에 국가 원로로 초청되었다.
1999년 6월 전두환은 백범 김구 기념사업회로부터 백범기념관 건립위원회 고문에 추대되었다. 백범기념관 건립추진위원장인 이수성(李壽成) 전 국무총리 등 집행부가 전두환과 노태우를 고문으로 추대한 데서 논란이 발생했다.
회원 중 일부는 "광주시민 학살 등으로 민족에 큰 죄를 지은 두 사람을 고문으로 추대하는 것은 백범선생을 모욕하는 것"이라며 단식농성까지 벌이기도 했다. 그러나 집행부측은 당초 계획을 철회하지 않았다. 이후 노태우는 백범기념관 설립 때까지 백범기념관 건립위원회 고문직을 유지했다.
2003년 2월 노무현 대통령 취임식에 참석, 전두환과 나란히 앉아 행사를 참관했다. 이는 그가 대중 앞에서 보였던 마지막 공식 석상이었다.

### 2000년대 이후
사면 이후 노태우는 건강이 악화되어 특별한 정치적 행보와 언론 행보를 보이지는 않았다. 6·29 선언 20주년을 맞이하여 2007년 6월 29일에 열린 만찬장에 참석한 것 외에는 바깥에서 좀처럼 그의 모습을 볼 수 없었고, 2008년 2월 이명박 대통령의 취임 행사에도 건강 악화로 불참했다. 추징금을 꾸준히 납부해 온 노태우는 2008년 들어 동생 노재우와 조카 노호준을 상대로 소송을 벌였다. 2008년 4월에는 동생과 조카 명의의 회사가 자의 비자금으로 설립된 것이라며 소송을 벌였으며, 12월에는 동생과 조카의 주주권 행사 금지 가처분 신청을 했다. 하지만 이후 가처분 신청에서 패소해서 나머지 추징금 환수의 난항이 예상되었다. 당시 노태우는 전체 추징금 2,628억 원 중 2,339억 원을 환수한 상태였다.
한편 그 당시 노태우는 소뇌 위축증을 앓고 있었으며, 휠체어를 타고 다닐 정도로 건강이 악화된 상태였다.
2011년 4월에는 기관지에서 침술용 침이 발견돼 화제가 됐다. 한의사협회는 5월 11일 노태우의 몸에서 발견된 침과 침뜸사 김남수의 제자들이 사용하는 침이 유사하다고 주장한 뒤 서울중앙지검에 침 시술자의 신원을 밝혀 달라는 진정서를 제출했다. 김남수는 1990년대 초 이후 노태우를 만난 적이 없으며, 제자들의 침 수술 의혹에 대해서도 "모르는 일"이라며 선을 그었다.
한의사협회는 2만 회원의 의료기관을 조사한 결과 노 전 대통령을 치료한 곳은 서울의 S병원 한 곳 뿐이며, 이 곳에서도 침 시술은 없었고 6~7년 전(사건당시, 2011년 기준) 약 처방만 있었던 것으로 밝혀졌다. 따라서 한의사가 아닌 무면허 불법 시술에 의한 사고일 가능성이 제기되었다.
결국 노 전 대통령 측이 침의 시술자가 누구인지 끝내 밝히지 않아 이 사건은 내사 종결되었다.
노태우는 2013년 6월까지 231억 원의 추징금을 미납한 상태다. 노태우 측은 자식 대신 동생, 사돈으로부터 남은 추징금을 추징해 달라는 뜻을 밝혔다.
그리고 노태우는 동생과 사돈에게 제기한 재산을 반환하라는 소송을 취하하고, 사돈과 동생이 추징금을 납부하기로 합의했다. 2013년 9월 3일에 노태우의 사돈인 신명수 전 신동방그룹 회장이 80억 원을 납부하고, 동생 노재우가 9월 4일에 나머지 150억 4,000만 원을 납부하여 잔여 추징금을 완납하였다.

### 사망

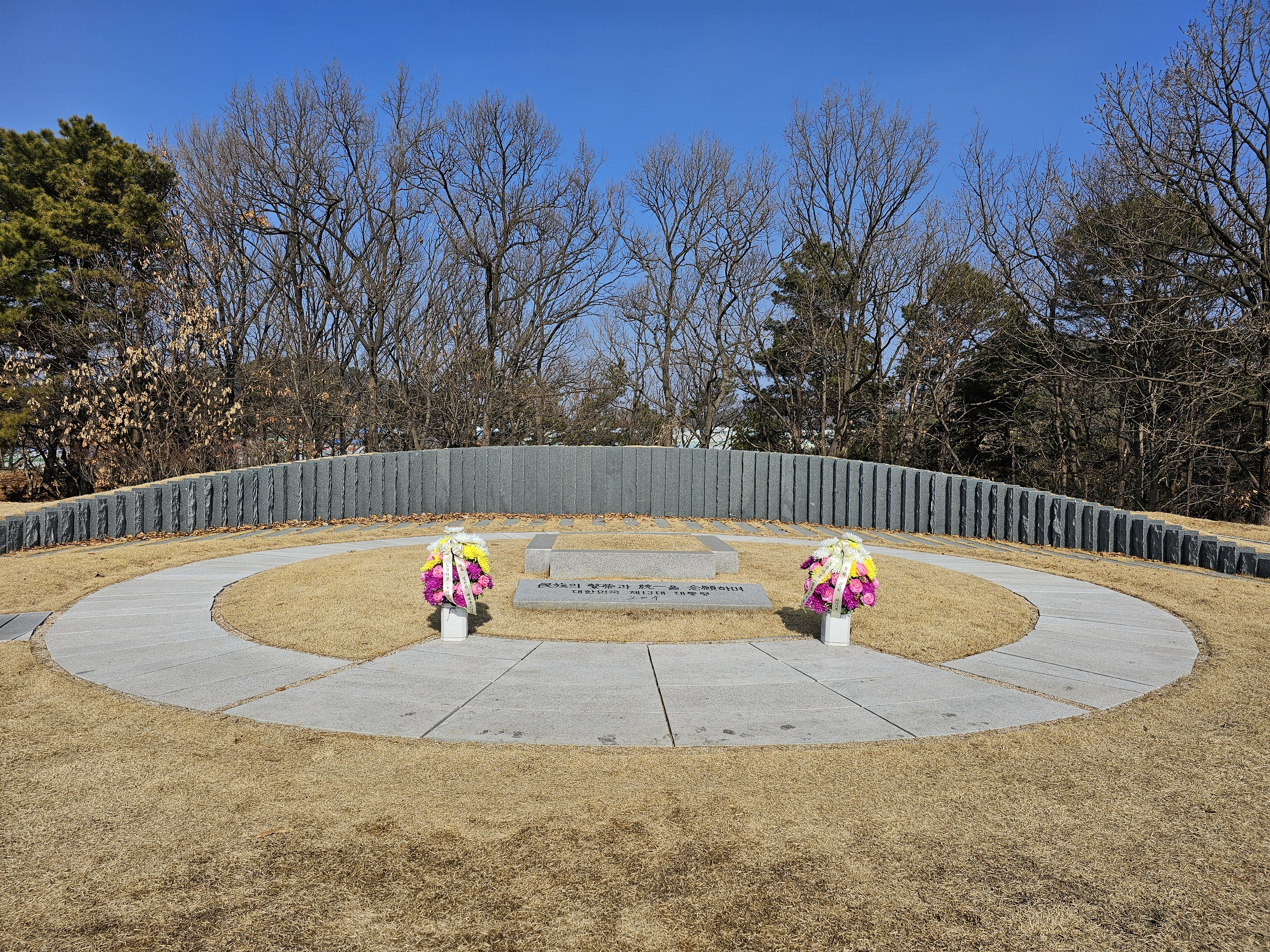
노태우 묘소

1997년 12월에 사면된 지 얼마 지나지 않아 2000년대 초반부터 노태우는 전립선암 수술을 받은 것을 시작으로 건강이 매우 안 좋아져, 연희동 자택 와병과 병원 입퇴원을 반복해 왔다. 2021년 10월 초 병세 악화로 서울대학교병원에 입원해 집중 치료를 받았으나, 끝내 회복하지 못하고 만 89세 생일을 40일 정도 앞둔 2021년 10월 26일 오후 1시 46분에 향년 88세를 일기로 서거하였다.
공교롭게도 노태우는 1979년 10·26 사건으로 박정희가 서거한 지 정확하게 42년 후 같은 날에 서거했다.
10월 27일 정부는 국무회의를 열고 '노태우 전 대통령의 장례를 국가장으로 실시한다' 고 발표했다. 김부겸 국무총리가 장례위원장을 맡아 주관했으며, 10월 30일까지 5일 동안 국가장으로 치러졌다.
빈소는 종로구 연건동 서울대학교병원 장례식장에 마련되었으며, 사위인 최태원 SK그룹 회장, 노재봉 전 국무총리, 김종인 전 국민의힘 비상대책위원장, 정해창 전 대통령 비서실장, 이용만 전 재무부 장관 등 전·현직 정·재계 인사들의 조문이 이어졌다. 현직 대통령인 문재인 대통령은 27일 박경미 청와대 대변인을 통해 노 전 대통령에 대한 애도의 메시지를 발표하면서도, "유영민 비서실장과 이철희 정무수석이 조문을 갈 것"이라며 직접 조문을 가지 않는다고 시사했었다.
10월 30일 오전 서울대학교병원에서 발인식을 한 후 연희동 사저에서 노제를 지낸 뒤 서울 올림픽공원에서 영결식이 진행되었으며, 오후에 서초구 원지동 서울추모공원에서 화장 절차를 밟은 직후 경기도 파주시 탄현면 성동리에 있는 검단사에 임시로 안치되었다.
장지는 2021년 11월에 파주시 탄현면 법흥리 통일동산지구 내 실향민 묘역인 동화경모공원으로 확정됐다.

## 저서
- 《위대한 보통 사람들의 시대》(을유문화사, 1987)
- 《노태우 회고록 상:국가 민주화 나의 운명》(조선뉴스프레스, 2011)
- 《노태우 회고록 하:전환기의 대전략》(조선뉴스프레스, 2011)

## 학력
- 1945년 대구공산국민학교 졸업
- 1948년 대구공업중학교 전학
- 1951년 경북중학교 졸업
- 1955년 육군사관학교 11기 학사
- 1959년 육군보병학교 졸업
- 1962년 육군대학 졸업

### 비학위 수료
- 1957년 미국 특수전학교 수료
- 1959년 미국 노스캐롤라이나 주 포트 브래그 특수전학교 및 심리전학교 수료

## 경력
- 1956. 제5보병사단 소대장
- 1958. 육군보병학교 교육연대 구대장
- 1960. 대위 진급, 군사정보대학 영어번역담당 장교
- 1961.5. 서울대학교 사범대학 ROTC 교관
- 1966. 국군방첩부대 정보처 정보과장, 방첩과장
- 1967. 중령 진급, 베트남 전쟁 파병, 수도기계화보병사단 1연대 3대대(재구대대)장
- 1968. 수도경비사단 대대장
- 1970. 대령 진급, 육군참모총장 수석부관 장교
- 1971. 제8보병사단 제21연대장 연대장
- 1974.1. 준장 진급, 제9공수특전여단장
- 1976. 청와대 대통령경호실 행정차장보
- 1978.1. 소장 진급, 대통령경호실 작전차장보
- 1979.3. 제9보병사단장
- 1979.12. 수도경비사령관
- 1980.5. 국가보위입법회의 비상대책위원
- 1980.8. 중장 진급, 국군보안사령관 (1980.8.21. ~1981.7.14.)
- 1981.7. 대장 진급 및 예비역 대장 전역, 민주정의당 입당, 당무위원
- 1981.7. 초대 정무제2장관, 대통령 외교안보 담당 특보
- 1981.9. 국가안전보장회의 상임위원
- 1981.11. 전두환 대통령 특사
- 1982.2. 남북한고위회담 수석대표
- 1982.3. 초대 체육부 장관 (1982.3.20. ~ 1982.4.28.)
- 1982.4. 제41대 내무부 장관 (1982.4.28. ~ 1983.7.6.)
- 1983.7.~1986.5. 1988 서울 올림픽 조직위원장
- 1984.10.~1985.4. 대한체육회 회장
- 1985년 2월 12일: 대한민국 제12대 국회의원 선거 당선(전국구, 민주정의당, 초선)
- 1985.4.~1987.12. 제12대 국회의원(전국구 3번, 민주정의당, 초선)
- 1985.2.~1987.8. 민주정의당 대표
- 1987.6. 제13대 대통령 선거 민주정의당 후보
- 1987.7.~1987.8. 민주정의당 총재권한대행
- 1987.8.~1988.2. 민주정의당 총재
- 1987년 12월 16일: 제13대 대한민국 대통령 당선
- 1987.12.17.~1988.2.24. 제13대 대한민국 대통령 당선인
- 1988.2.~1990.2. 민주정의당 총재 연임
- 1988.2.25.~1993.2.24. 제13대 대한민국 대통령
- 1990.2.~1990.5. 민주자유당 최고위원
- 1990.5.~1992.5. 민주자유당 총재
- 1992.5.~1992.8. 민주자유당 총재 연임
- 1992.8.~1992.9. 민주자유당 명예총재
- 1992.10. 민주자유당 탈당
- 1999.6. 백범기념관 건립위원회 고문

## 자택
노태우의 자택은 서울특별시 서대문구 연희동에 위치해있다. 정확한 주소는 서울특별시 서대문구 연희로15안길 69이다.
노태우는 군인 시절부터 연희동에 거주하였으며, 하나회에서 함께 활동한 전두환 역시 연희동에 거주하여 두 사람의 자택간 거리는 고작 300m였다. 1997년 12월 특별사면을 받은 이후 다시 연희동 자택으로 돌아왔고, 이 곳에서 여생을 보냈다. 전두환의 경우 추징금 납부가 미뤄지며 연희동 자택의 별채 일부가 공매로 붙혀진 적이 있으나, 노태우는 추징금 납부가 원활하게 이루어져 자택은 추징 대상으로 오르지 않았다. 2013년 9월, 노태우는 추징금 2625억원을 완납하였다.
과도한 경찰인력이 투입되어 논란이 있었던 전두환의 자택과 달리 노태우 자택 인근 경호는 여유로운 편인 것으로 알려졌다.

### 명예 박사 학위
- 1989년 조지워싱턴 대학교 명예법학 박사
- 1991년 모스크바 대학교 명예정치학 박사

## 평가
6월 민주 항쟁 당시 시국수습방안(일명 6·29 선언)을 발표하고, 국민들의 민주화 요구를 수용하고 전두환 측근에 대한 사법처리를 단행하여 긍정적으로 평가받는다. 그러나 전두환의 군사쿠데타에 가담하는 가 하면 5공 성립에 깊숙히 관여했다는 점, 비자금 문제 등은 부정적으로 평가받는다.
윤치영은 '노태우 대표위원에 의한 민주화 선언은 무정부상태로까지 치달을 뻔한 대한민국을 쾌도난마를 끊는 솜씨와 같이 온 국민에게 안도의 숨을 몰아쉬게 만들었다'고 긍정적으로 평가하였다. 그러나 노태우의 6.29 선언을 두고 국민에 대한 항복 선언이니, 어쩔 수 없는 궁여지책이니 하고 입방아를 찧는 일은 '너무나도 정치적 선동에 치우친 감이 없지 않았나?'고 비판했다.

### 긍정적 평가

#### 정치적 측면
6·10 민중 항쟁의 뜻을 조건부 수용하여 대통령 직선제를 받아들이고 이를 골자로 하는 6·29 선언을 받아들였다. 이를 통해서 5년 단임의 대통령제를 기반으로 하는 헌법을 제정했다. 이는 권위주의적인 전두환 정권과는 차별화 전략을 시도한 것으로 보인다. 서울 올림픽을 성공리에 개최하여 진행하였고 이후 5공 청문회를 하는 등의 제5공화국의 비리를 근절·청산하려는 시도가 있었다. 또한 노태우는 1972년 이후 15년만에 민간인 직접 선거로 선출된 대통령이라는 데에는 의미가 있다. 또한 대통령을 소설이나 풍자물에 등장시킬 수 있도록 허용하는 등의 기존의 권위주의적인 질서를 타파하려 노력하였다는 점에서도 긍정적으로 평가받는다. 한러 국교회복과 한중 국교회복에 새 전기를 마련하고, 남북 관계 개선에 노력했다는 평가도 있다.

#### 경제적 측면

##### 성장과 분배의 조화
당시에 자주 거론되던 표현으로 "샴페인을 너무 일찍 터뜨렸다.", "아시아의 용에서 지렁이로 전락하다.", "소득 수준 5천 불에 소비 수준 2만 불의 과소비 망국" 등이 있었을 정도로 1980년대 후반 3저 호황의 끝자락에서 재임 기간에 경제성장이 예전보다 침체되었다는 인식이 있었으나, 노태우 정부 집권 기간 동안 30여년간의 경제성장의 과실이 국민에게 고루 분배되고 중산층이 넓게 형성되었다. 아울러 이 시기에 자가용이 대중화되고 해외여행객 수도 급속히 늘어났다. 연평균 7~8%에 달하는 고속 성장을 유지하면서도 지니계수도 동아시아 국가 중에서는 낮은 편이었고, 1997년 외환 위기 이전까지는 소득 분배가 양호했다. 빈부격차를 측정할 때 쓰이는 지니계수는 낮을 수록 빈부격차가 낮은데, 노태우 정부 시기에 대한민국의 지니계수는 가장 낮았고 이외에 다른 계산 방법인 10분위 배율, 5분위 배율도 거의 동일한 결과가 나온다. 상대적 빈곤율도 가장 낮았다. 또한 연평균 최저임금 증가율은 17%로 87년 개헌 이후 들어선 5년 단임제 역대 정부 가운데 최대 수치다. 게다가 1989년 갤럽조사에서는 전체 국민의 75%가 중산층이라고 응답했고, 1992년에는 76.3%이 중산층으로 조사되어서 역대 최고 수치를 기록했다.
때문에 진보적 성향의 정치학자인 손호철 서강대 교수는 강의에서 "역대 정부에서 가장 진보적인 경제정책을 추진한 지도자는 노(태우) 대통령이다."라고 말했다. 같은 성씨의 노무현 정부의 경우, 진보적 이미지와는 달리 전반적인 경제정책은 '좌측 깜빡이 켜고 우회전한다.'라는 말처럼 갈팡질팡하며 재벌들에게 불확실성, 지지자들에게 배신을 안겨주는 경우가 많았다. 노태우는 조순 등 개혁적 인사들을 채용하고, 토지 공개념을 시행하려 애썼으며 최저임금제를 처음으로 도입했다. 요약하면 또한 국제 수지와 국가 재정에서 흑자 기조를 유지하는 등 장기 호황을 바탕으로 분배 정의가 강화되고 낮은 실업률 유지와 구매력 증가가 지속되었던 시기로 최근 강조되는 분배를 통한 소위 소득 주도 성장이 우리 경제 역사상 유일하게 이뤄졌던 시기라고 볼 수 있다는 견해도 있다.

##### 부동산 정책과 재벌 견제
종합토지세, 택지소유상한제·토지초과세, 개발 이익 환수에 관한 법률 등 토지 공개념 3법을 도입하여 부동산 투기를 억제하고자 했다. 이 법안은 90년대 중후반에 차례대로 헌재에게서 위헌 판결을 받았지만, 민주화 이후 가장 진보적인 부동산 토지 정책이었다. 당시 정부는 150평 이상의 집을 소유하지 못하도록 하는 법률까지 제정하려 했지만 성사되지 못했다. 야당뿐만 아니라 여당까지 반대하였기 때문이다. 또한 5.8 조치를 통해 정부가 재벌과 대기업이 보유하고 있는 비업무용 부동산을 매각 처분하라고 명령을 내렸는데, 이것은 역사상 가장 강도 높은 직접적 재벌 규제로 꼽혔다. 이 일로 재벌과 대기업은 소유하고 있던 비업무용 토지 약 4천만 평을 처분하게 됐다. 노태우 정부는 3저 호황의 여파로 투기자금이 부동산으로 대거 쏠리면서 이로 인한 문제점이 커지자 토지과다보유세 부과와 8.10부동산투기억제종합대책을 발표하였고, 주택 보급 확대와 주택 가격 안정을 위해 주택 200만 호 건설 계획을 발표하여 분당, 일산 등 1기 신도시를 적극적으로 기획 건설하였다. 〈공시지가제도〉(1989)를 도입하였고, 노후 아파트 재건축 사업을 처음으로 승인하는 등의 일련의 정책으로 부동산 폭등을 억제하는 데 주력했다. 이 정책은 재임 초중반기에는 큰 효과를 보지는 못했지만 본격적으로 신도시 아파트가 대량 공급되기 시작한 1991년부터 부동산 가격의 상승세가 꺾이는 등 성과를 거뒀다. 아울러 김영삼 정부 들어서도 부동산 투기 억제 정책 기조 자체가 유지되면서 김대중 정부 초기까지 부동산 시장을 안정화시키는 등의 효과를 낳았다.

##### 대기업 채용시장 저변 확대
그동안 서울 명문대 출신 졸업자 위주로 신입사원을 채용해온 주요 대기업들에게 지방대 졸업자, 특히 지방거점국립대 졸업생을 중심으로 채용할 것을 권고, 기업인력의 저변을 확대하고자 노력했다. 그러한 노력의 일환으로 1989년 정부투자기관경영평가위원회는 지방대 졸업생들의 취업 촉진을 위해 정부투자기관의 지방대생 채용 할당제를 실시하기로 결정했다. 본사가 지방에 있는 정부투자기관과 지방사무소 정원이 서울(본사)보다 많은 투자기관은 대졸 신규 채용 인력의 60% 이상을 지방대 졸업자로 뽑도록 했다. 나머지 투자기관과 4대 국책은행은 50% 이상 채용토록 했다. 채용 결과는 정부투자기관 평가 때 반영하게 하는 방식으로 사실상 의무화했다.  보관됨 2021-03-07 - 웨이백 머신

#### 외교적 측면
노태우는 재직 중 '북방 외교 정책'을 추진하여, 사회주의 국가들과 외교를 맺기도 했다. 1990년대 초 남북이 공동으로 유엔에 가입하고, 공동 탁구대회도 개최었다. 한러 국교회복과 한중 국교회복에 새 전기를 마련하고, 남북 관계 개선에 노력했다는 평가도 있다. 또한 7.7 선언 등은 미국에의 절대 의존적인 외교에 어느 정도 자율성을 부여했다는 긍정적인 평가를 받는다.

### 부정적 평가

#### 군인 출신 정치인
그러나 노태우는 전두환과 마찬가지로 군인 출신 정치인이고, 일각에서는 군인 출신 정치인임을 들어 전두환 정권의 연장선상에 있는 것으로 평가하기도 하며 5·18 민주화 운동의 진압의 입장에 서있었다는 것과 제5공화국 출신으로서 5공비리 청산에 미진했다는 것에 한계가 있다. 또한 6공화국이 들어서면서 퇴임한 5공 비리의 핵심 인사인 전두환이 징역을 선고받은 것이 아니라 백담사에서 은거한 점을 미뤄봐도 역시 5공 비리 청산에 미진했다는 시각도 있다.
또한 대통령을 소설이나 풍자물에 등장시킬 수 있도록 허용하는 등의 기존의 권위주의적인 질서를 타파하려 노력하였다는 점과 서울 올림픽의 성공적 폐막, 구 공산권 국가들과의 외교노력 면에서는 긍정적으로 평가하기도 하지만 일각에서는 권위주의적인 질서를 타파하려는 등의 노력을 두고 '물태우'라고 비판하거나 비아냥대기도 한다. 3당 합당으로 현재의 한나라당 계열 정당(당시 민주자유당)에 들어온 김영삼 이전을 군부정권으로 파악하여 군부정권 최후의 통치자로 보기도 한다.

#### 정치적 비판
문민정부 시절인 1995년에는 재임기간 중에 비자금을 모금한 것이 문제가 되어 검찰에 구속, 재판을 받는 등 대통령 재직시의 뇌물 수수에 관련하여 비판이 있다. 김영삼 정부 당시 부각되었던 수천억원 규모의 대통령 비자금 사건으로 국민적 지탄을 받았다.
또한 5공화국 청산을 주장하면서 5공 인사들을 비호한 것에 대한 부정적인 평가도 존재한다. 공공부문의 지나친 확대로 대한민국 경제의 잠재성장성을 훼손하였다는 평가를 받는다.

#### 북방정책 비난
육군사관학교장 민병돈은 1989년 3월 21일 제45기 졸업식 식사(式辭)에서 “…우리가 지켜야 할 가치가 무엇이며, 우리의 적이 누구인지조차 흐려지기도 하며, 적성국과 우방국이 어느 나라인지도 기억에서 지워버리려는, 매우 해괴하고 위험한 일이 벌어지고 있다.…”고 직설적으로 비판했다. 전방에 군인들을 혼란에 빠지게 한다는 여론을 대표한 발언이었다.

## 논란과 의혹

### 부정 선거 의혹
민주화에 대한 국민들의 열망에도 불구하고 그가 당선된 이유는 야권의 분열과 중대사고 등으로 판단된다. 하지만 그가 당선된 것이 부정 선거라는 의혹이 존재한다.
실제로 통일민주당 김영삼 후보는 선거 직후 이 선거가 부정선거이며 무효임을 규정, 투쟁하겠다고 발표한 바 있다. 평화민주당 김대중 후보 역시 "부정선거를 저지르지 않았으면 내가 이겼을 것"임을 주장하였고, 투쟁하겠다고 발표한 바 있다. 실제로 1987년 대선 당시 노태우 후보를 찍지 않았다는 이유로 군대에서 구타를 당하여 죽는 사건이 있었다. 당시 이 부대에 있던 상병들은 의문사위원회에서“군 간부들이 노 후보만 찍을 수 있도록 투표용지를 접거나, 다들 지켜보는 책상 위에 투표용지를 올려놓고 도장을 찍었다”고 증언했다.

### 지역 감정 의혹
1987년 제13대 대선 당시 통일민주당, 평화민주당을 비롯한 민주세력들은 지역감정을 "군부와 민주정의당의 정치공작이며 지역감정을 악용하여 노태우 후보를 당선시키려 한다."고 주장했다. 또한 영남출신의 군인중심인 하나회가 조장했다는 설도 있다. 또한 1990년 1월 무렵 김영삼의 통일민주당과 김종필의 신민주공화당과의 3당합당에 의한 민주자유당 창당으로 호남을 정치적으로 철저하게 고립시켰다는 비판도 있다.

### 보안사 민간인 사찰사건과 도청 의혹
보안사 민간인 사찰 사건(윤석양 이병 양심선언 사건)은 1990년 보안사령부(현재의 기무사)에 근무하던 윤석양 이병이 보안사의 사찰 대상 민간인 목록이 담긴 디스크를 들고 탈영해 그 목록을 공개한 사건을 말한다. 이 목록에는 정계와 노동계, 종교계 등에 대한 사찰 기록이 담겨 있었으며, 이 사건을 계기로 노태우 정권 퇴진운동이 거세게 일어났다.
 항의에 굴복한 노태우는 즉시 보안사를 기무사로 이름을 바꾸게 했고 그 역할이 축소되었다.
전임자들은 기피인물이나 정적을 괴롭힐 때 주로 중앙정보부나 보안사령부를 이용하였으나 노태우는 주로 국세청을 이용했다. 정보기관 이용은 국내외 인권문제를 야기시켰고 국민의 반감을 사기 때문이었다.

### 광주 민주화 운동에 대한 망언
1995년 10월, 노태우는 "문화대혁명 때 수천만명이 희생당한 것으로 보면 광주사태 저것은 아무것도 아니야"라는 망언으로 국민들의 거센 비난을 받았다. 노태우씨는 "중국은 이런 피를 흘린 사건이 있었는데도 몇 사람을 제외하고 나머지는 처벌하지 않았으며 등소평이 중심이 돼 그 원로들을 다 대접하고 활용했다"고 말해 국민들의 지탄을 받았다.
그 직후 국민들의 비난여론이 일어나자 노태우는 "처음에는 그런 얘기를 한 기억이 나지않았으나 나중에 녹음 테이프를 들어보니 그런 얘기를 했더라면서 어떻게 그런 얘기가 나올 수 있었는지 스스로도 놀랐다"는 발언으로 국민들의 공분을 샀다. 광주문제에 대해서는 "이야기할 처지가 못된다"며 답변을 유보했다.
당시 노태우의 망언에 정치권까지 듫끓게 되었고 집권당인 민자당은 노태우 전 대통령의 망언에 대해 해명을 촉구하는 형식으로 수습하자고 대응했으나 국민들의 공분은 가라앉지 않았다. 노태우는 10월 13일, "자신의 발언으로 5.18 피해자 유족에게 상처를 준 점을 미안하게 생각한다"며 자신의 광주 망언에 대해 공식 사과했다.
한편 노태우는 2011년 5.18에 대해 다시 "5.18은 "유언비어가 진범"이라며 "'경상도 군인들이 광주 시민들 씨를 말리러 왔다.'는 등의 유언비어를 들은 시민들이 무기고를 습격하게 된 것이라는 게 주요 내용"이라고 강변했다.

### 물태우
노태우의 별명은 '물' 또는 '물태우'였다. 당시 정치권에서는 역대 대통령을 우스개 삼아 '이, 윤, 박, 최, 돌(전두환), 물(노태우), 깡(김영삼)'이라 불렀다. 이승만, 윤보선, 박정희, 최규하 대통령까지는 성을 그대로 불렀지만 그 뒤로는 별명이다. '물'은 노태우의 수동적이고 미온적인 처신과 카리스마 없는 모습으로 물에 물을 탄 것 같다는 뜻이다. 그러나 노태우는 자신에게 붙여진 '물태우'라는 별명에 좋은 반응을 보였다.

### 1992년 대선 자금
노태우는 2011년 8월 9일 발간한 자신의 회고록에서 1992년 대통령 선거 당시 김영삼 후보에게 3,000억 원을 지원했던 사실을 밝혔다.
 이러한 일로 인하여, 김영삼 대통령 측근과 노태우 대통령 측근들의 갈등이 커지고 있다.

## 상훈
- 무궁화대훈장
- 1992년 아시아협회 올해의 정치인상
- 영국 대훈장
- 독일 대훈장
- 서훈이 취소된 훈장
  - 보국훈장 삼일장 2회(서훈 취소/06.03.21)
  - 보국훈장 국선장(서훈 취소/06.03.21)
  - 보국훈장 통일장(서훈 취소/06.03.21)
  - 보국훈장 천수장(서훈 취소/06.03.21)
  - 화랑무공훈장 2회(서훈 취소/06.03.21)
  - 충무무공훈장(서훈 취소/06.03.21)
  - 인헌무공훈장(서훈 취소/06.03.21)
  - 을지무공훈장(서훈 취소/06.03.21)
  - 청조근정훈장(서훈 취소/06.03.21)

## 가족 관계
- 증조부: 노기윤(盧基尹, 1844년~1924년)
- 조부: 노영수(盧永洙, 1883년~1966년)
- 조모: 진주 소씨(晉州蘇氏, 1888년~?)
  - 아버지: 노병수(盧秉壽, 1901년~1940년)
  - 어머니: 김태향(金泰香, 1907년~1999년 4월 4일)
  - 큰숙부: 노병도(盧秉道, 1912년~1970년대)
  - 막내숙부: 노병상(盧秉祥, 1926년~1988년)
    - 배우자: 김옥숙(金玉淑, 1935년 9월 8일~)
      - 딸: 노소영(盧素英, 1961년 3월 31일~)
      - 사위: 최태원(崔泰源, 1960년 12월 3일~)
        - 손녀: 최윤정(崔潤政, 1989년~)
        - 손녀: 최민정(崔敏政, 1992년~, 대한민국 해군 장교)
        - 손자: 최인근(崔仁根, 1994년~)

      - 아들: 노재헌(盧載憲, 1965년 11월 3일~)
      - 자부: 신정화(申廷花, 1973년~)
        - 손녀: 노지영(盧志永, 1992년~)
        - 손자: 노장호(1995년~)
        - 손자: 노민우(盧民優, 2008년~)

    - 동생: 노재우(盧載愚, 1937년 4월 15일~)
    - 제수: 백송주(1942년~)
      - 조카: 노호준(盧昊埈, 1962년~)
      - 조카: 노성준(盧星埈, 1964년~)

  - 장인: 김영한(金永漢, 1900년~1980년)

## 기타
1987년 언론과의 인터뷰에서 대통령을 풍자의 소재로 써도 된다고 허용하여 이때부터 대통령과 정치인에 대한 자유로운 풍자 작품이 나타나기도 했다. 대통령 재직 중 당시 박정희, 전두환 정권에 소신있는 판결을 내리기로 유명했던 이회창을 법관직에 복직시키고, 그에게 정치 입문을 권고하기도 했다. 또한 박정희 전 대통령에 대한 언급금지령을 철회하였다.
그는 강경론보다는 대화와 타협을 주장했다. "갈등은 어느 경우에나 평화적으로 해결되어야 한다. 여유를 두고 차근차근 풀어나가는 인내와 지혜가 필요하다. 대화하려는 자, 타협하려는 자는 비겁한 자가 아니다. 평화적으로 해결의 길을 찾는 사람이 위대한 개척자이다."라고 했다.
1987년 6월 29일 전두환 중심의 군부정권과 학생운동권 사이에 유혈극한투쟁으로 갈 때 그는 6ㆍ29선언으로 불리는 시국 수습을 위한 특별선언을 발표하여 혼란한 정국을 화합 국면으로 전환시켰다.
그의 어머니 김태향이 사망했을 때는 야당 인사들이 직접 빈소에 찾아오기도 했다. 또한 김대중 당시 대통령은 부음 소식 직후 바로 전화를 걸어 노태우를 위로하고, 빈소를 찾아 조문하기도 했다.
군인 시절 차에서 금강경 테이프를 틀어 놓고 들을 정도로 독실한 불교 신자였으나 노년에는 천주교로 개종하였다.
그는 평소에 존경하는 인물로 김구를 지목하기도 했다.

## 같이 보기
| - 한국 전쟁 - 5·16 군사 정변 - 베트남 전쟁 - 민주정의당 - 민주자유당 - 전두환 - 김대중 - 김종필 - 김영삼 - 노무현 - 박철언 - 정호용 - 12·12 정승화 체포작전 - 5.17 비상계엄 - 서정화 - 주영복 - 정병주 - 장태완 - 박정희 - 노재헌 - 노재봉 - 한중 수교 - 한러 수교 | - 5.18 광주민주화운동 - 5공 청문회 - 서석재 - 박계동 - 최규하 - 제5공화국 (드라마) - 제5공화국 - 제6공화국 - 최규하 정부 - 전두환 정부 - 김영삼 정부(문민정부) - 허문도 - 허화평 - 허삼수 - 이회창 - 연형묵 - 장세동 - 장면 - 장준하 - 정웅 - 김종인 - 유학성 - 황영시 | - 베트남 전쟁 - 공덕귀 - 노신영 - 김재익 - 박정희 - 박희도 - 윤치영 - 윤보선 - 이학성 - 정원식 - 조갑제 - 지만원 - 함석헌 - 대한민국 제13대 대통령 선거 - 대한민국 제12대 국회의원 선거 민주정의당 후보 목록#전국구 - 대한민국의 특임장관 - 대한민국의 문화체육관광부 장관 - 대한민국의 행정안전부 장관 |

## 대중 매체

### 드라마
- 김기섭 - 1995년 《제4공화국》 MBC 드라마
- 김성원 - 1995년 《코리아게이트》 SBS 드라마
- 임채무 - 1998년 《삼김시대》 SBS 드라마
- 서인석 - 2005년 《제5공화국》 MBC 드라마
- 김덕현 - 2013년 《대한민국 정치비사》 MBN 드라마

### 영화
- 박해준 - 2023년 《서울의 봄》[117]

## 관련 서적
- 학술단체협의회, 《노태우 대통령의 44가지 잘못:6공화국 백서》(신세계, 1992)
- 노태우, 《위대한 보통 사람들의 시대》(을유문화사, 1987)
- 노태우, 《노태우 회고록 상:국가 민주화 나의 운명》(조선뉴스프레스, 2011)
- 노태우, 《노태우 회고록 하:전환기의 대전략》(조선뉴스프레스, 2011)
- 강준만, 《한국현대사산책:1980년대편 1》(인물과 사상사, 2006)
- 강준만, 《한국현대사산책:1990년대편 1》(인물과 사상사, 2006)
- 강준만, 《한국현대사산책:1990년대편 2》(인물과 사상사, 2006)
- 강준만, 《한국현대사산책:1990년대편 3》(인물과 사상사, 2006)
- 조갑제, 《노태우 육성 회고록》(조갑제닷컴, 2007)
- 박철언, 《바른 역사를 위한 증언 1,2》(랜덤하우스중앙, 2005)
- 윤치영, 《윤치영의 20세기:동산회고록》(삼성출판사, 1991)
- 방경일, 《전두환 리더십 노태우 처세술》(너와나미디어, 2002)
- 왕옥흔, 《노태우 대통령전》(강충희 역, 우신사, 1993)
- 오효진, 《3김과 노태우》(도서출판 세종, 1987)
- 김종열, 《노태우, 전두환》(시간과공간사, 1992)

## 역대 선거 결과
|  | 35.25% |

|  | 36.64% |

## 소속 정당
| 소속 정당 | 소속 정당  | 소속 기간 | 비고                |
| --------- | ---------- | --------- | ------------------- |
|           | 민주정의당 | 1981~1990 | 창당 정계 입문      |
|           | 민주자유당 | 1990~1992 | 합당                |
|           | 무소속     | 1992~2021 | 탈당 정계 은퇴 사망 |

## 참고 문헌
- “역대 정부부처 장차관 - 내무부”. 동아닷컴. 2007년 8월 9일에 원본 문서에서 보존된 문서. 2007년 11월 11일에 확인함.